# Hôtel-Dieu de Carpentras
Vous lisez un « article de qualité » labellisé en 2013.
L'hôtel-Dieu de Carpentras, construit au milieu du XVIIIe siècle, était l'un des hôpitaux de la capitale du Comtat Venaissin. S'il ne fut pas le premier de Carpentras, il fut le plus imposant. Succédant à cinq autres établissements hospitaliers dont les durées de fonctionnement se chevauchèrent souvent, il fut commandité par Joseph-Dominique d'Inguimbert, dit dom Malachie, évêque de Carpentras, et le rôle qui fut le sien pendant deux siècles n'est pas indépendant de l'histoire de ses prédécesseurs. Il en est à la fois le successeur et l'aboutissement. Sa construction commença en 1750, et il fut desservi, selon la volonté de l'évêque, par des sœurs hospitalières à partir de 1764.
Son architecte, Antoine d'Allemand, selon les instructions de dom Malachie, avait construit des pièces et des ensembles vastes et confortables. Cette option permit, au fil des décennies, soit de restaurer, soit d'adapter les bâtiments et les services hospitaliers. Le plus grand dommage qu'il eut à subir fut un incendie qui se déclara en 1847 et détruisit la quasi-totalité de la toiture ainsi qu'une partie de l'escalier et du hall d'honneur. Il put être restauré et réaménagé grâce à Isidore Moricelly, qui légua sa fortune à sa ville natale. Ceci permit aussi de créer, au cours de l'année 1934, en annexe de l'hôtel-Dieu, une clinique d'accouchement qui porta son nom. Cet ensemble resta en fonction jusqu'en 2002 ; tous ses services furent alors transférés dans le nouveau Pôle-Santé. Classé monument historique dès 1862, ses locaux accueillent aujourd'hui la nouvelle Bibliothèque Inguimbertine en 2015. Depuis novembre 2008, sa cour d'honneur reçoit, en saison, le marché aux truffes, l'un des plus importants de France.

## Histoire

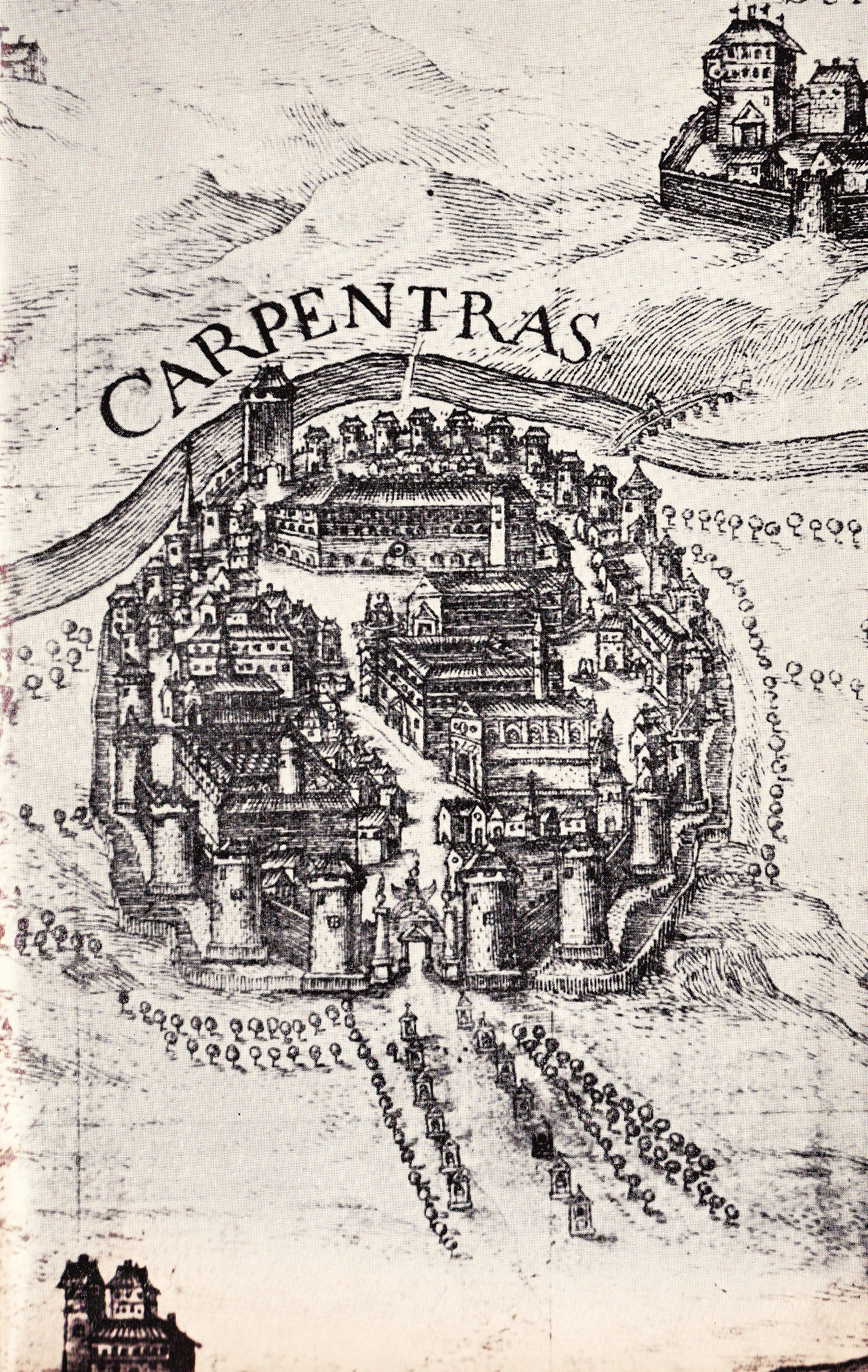
Carpentras et ses remparts, par le révérend père Bonfa.

La Provence, et notamment Carpentras, a longtemps connu des fléaux épidémiques et sanitaires. La ville fut décimée par l'une des premières infections de peste, en 541, venue d'Orient, via Marseille. Puis il y eut la Peste noire, en 1348. Fuyant celle d'Avignon, en 1364, le pape Urbain V se réfugia à Carpentras. Celle de 1720, encore partie de Marseille, fut à l'origine de la construction du mur de la peste. Carpentras possédait un hôpital sur son territoire, depuis le Moyen Âge. Plusieurs structures se succédèrent, intramuros, puis en dehors des remparts en tentant chaque fois de s'adapter aux épidémies à soigner et d'en préserver la population>. En 1735, Joseph-Dominique d'Inguimbert, dom Malachie en religion, devient évêque de Carpentras, sa ville natale, après deux décennies passées à Rome. Cet ancien dominicain, passionné de culture et littérature, ainsi que de sciences, fut le fondateur de deux institutions carpentrassiennes : une bibliothèque, qui porte aujourd'hui son nom, la Bibliothèque Inguimbertine, et un hôtel-Dieu qu'il voulut novateur pour son siècle.

### Premiers hospices duXIVesiècleauXVIIIesiècle

#### Domus Caritatis
Capitale du Comtat Venaissin, Carpentras regroupait déjà quelques établissements hospitaliers. En cette époque très pieuse et religieuse où les chrétiens consacraient une partie de leurs biens à l'hospitalité, en preuve active de leur charité, plusieurs institutions furent créées. Elles étaient sous la tutelle de l'évêché. L'une des plus importantes et anciennes était située extra-muros, dans l'actuel quartier Terradou. C'était la Domus Caritatis. Si sa date de construction précise n'est pas connue  son emplacement a pu être déterminé avec précision. La Domus occupait l'espace aujourd'hui délimité par les avenues Victor-Hugo et Clemenceau (routes d'Avignon et de Pernes) et limité par la rue Terradou. Son cimetière la séparait des futurs remparts.

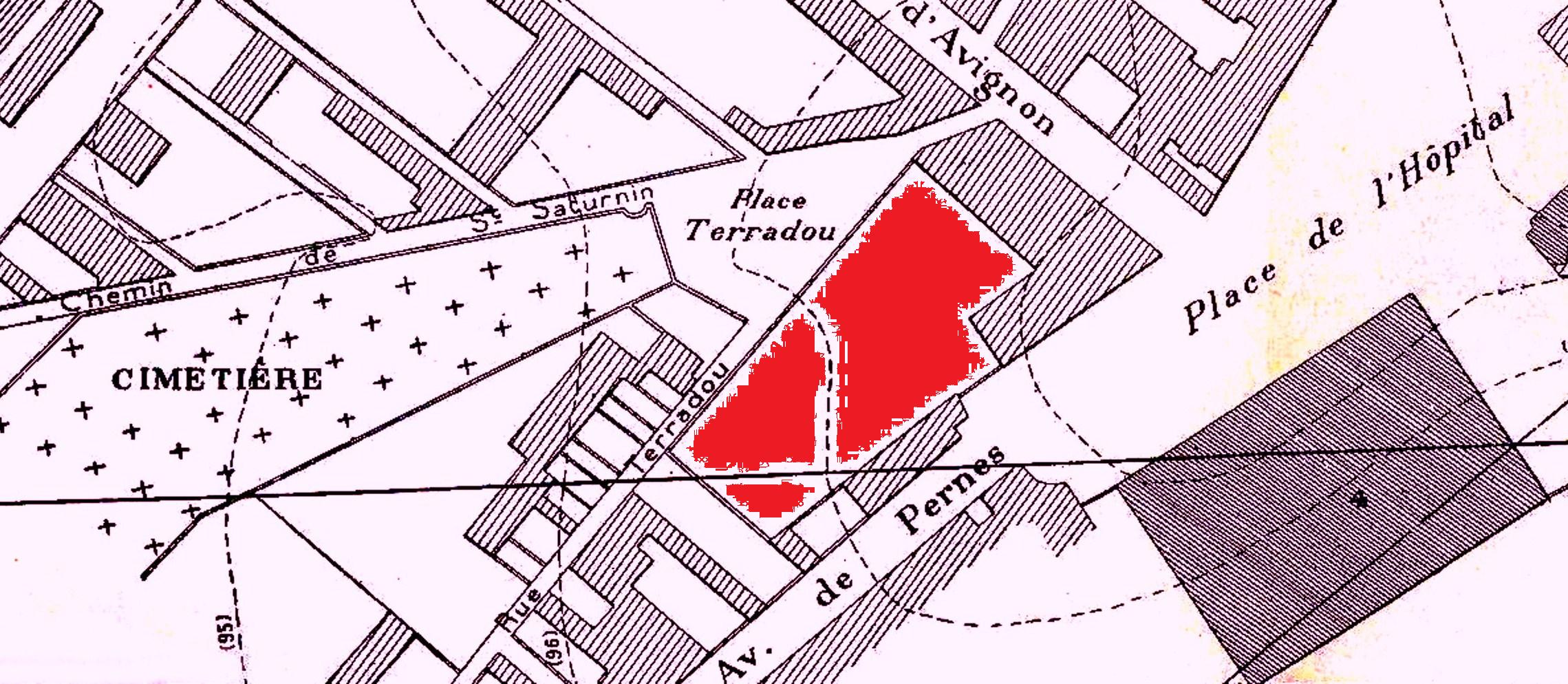
Carte de l'emplacement de la la.

Elle fut détruite au cours de la seconde moitié du XIVe siècle. En cette période troublée, les routiers et les voleurs de grands chemins étaient monnaie courante. Ils profitaient des trêves de la guerre de Cent Ans pour piller. La crainte des autorités locales était que ces mercenaires occupent ce vieil hospice, pour entrer ensuite au sein de la cité. La ville de Carpentras dut être entourée de remparts. Ce fut Innocent VI qui donna ordre aux villes comtadines de se fortifier. Les travaux à Carpentras débutèrent en 1357 pour s'achever en 1392. Ils furent initialement confiés à Juan Fernandez de Heredia, capitaine général des Armes du Comtat Venaissin, qui en définit le tracé. Le creusement des fossés entraîna la destruction de la Domus Caritatis et du monastère Notre-Dame-du-Grès, en 1359. Au vieil hospice se substitua l'hôpital Saint-Siffrein, .

#### Hôpital Saint-Siffrein

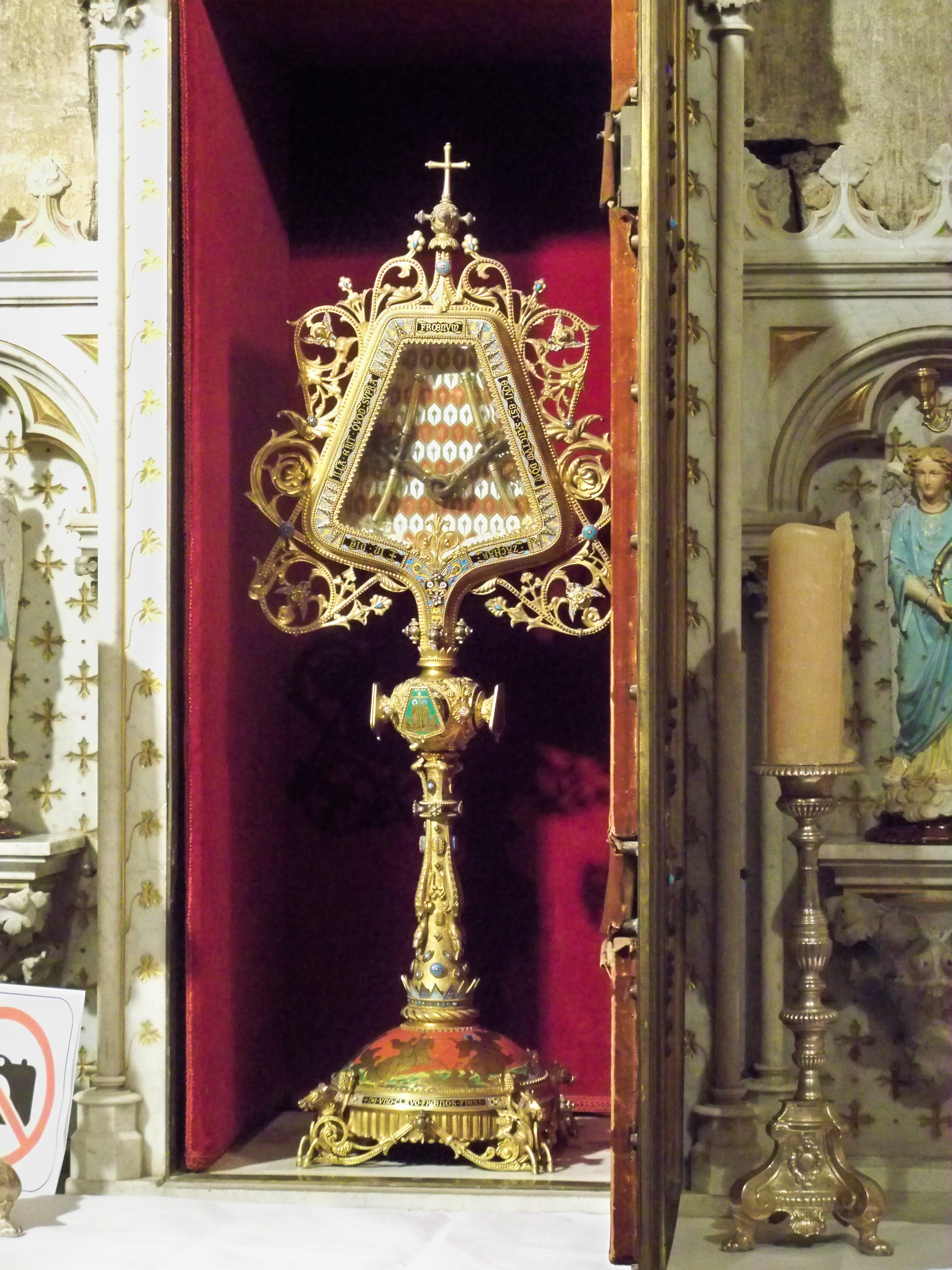
Le Saint Mors, relique aux pouvoirs thérapeutiques.

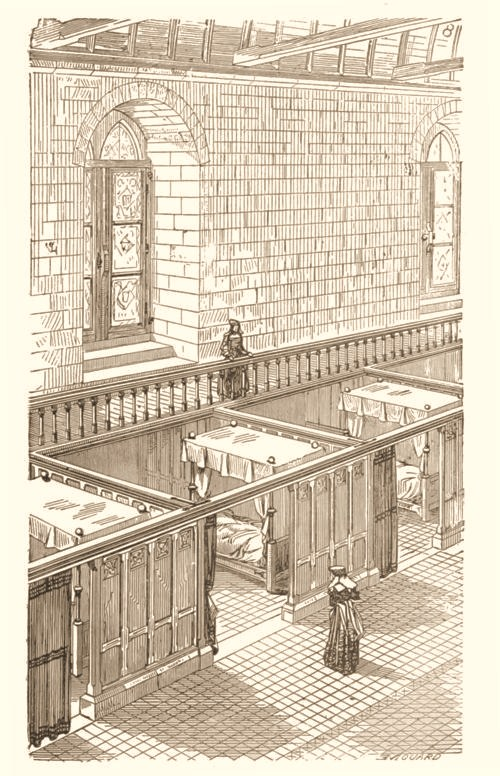
Reproduction de l'intérieur d'une salle commune, dans un hôpital médiéval.

Il ne reste rien de cet édifice, qui se situait près de la cathédrale du même nom, en intra-muros . Il était déjà en fonction, en 1360, quand fut fondé l'hôpital Saint-Pierre-aux-Grâces pour remplacer la Domus Caritatis. Eugène Viollet-le-Duc note que, tout au cours du Moyen Âge, des bâtiments accueillirent des malades dans le voisinage des cathédrales. Beaucoup étaient modestes au début, puis s'enrichissaient par les quêtes et devenaient des établissements importants. Ce fut le cas de l'hôtel-Dieu de Chartres, qui jouxtait la cathédrale, de celui de Tonnerre, près de l'église Notre-Dame, qui servait de chapelle à l'hospice, de la maladrerie du Tortoir, sur la commune de Saint-Nicolas-aux-Bois, qui date de la première moitié du XIVe siècle, ainsi que de l'hôpital conventuel ou commanderie du Petit Saint-Antoine, fondé, en 1368, sous Charles V. Généralement, la salle des malades s'ouvrait par deux rangées de larges fenêtres. Celles du bas éclairaient les cellules des hospitalisés et celles du haut, une galerie. La salle comprenait sept lits, chiffre jugé suffisant pour éviter la contagion entre malades.
Pour Carpentras, la présence d'un hôpital près de Saint-Siffren se justifiait par la présence du Saint Mors, relique venue de Constantinople qui passait pour avoir été forgée avec les clous de la croix du Christ. Par imposition ou par simple vue, cet objet guérissait du feu sacré, des névralgies, ainsi que de la peste ou de tout autres maladies contagieuses. Il servait aussi à pratiquer des exorcismes. L'hôpital fut désaffecté au milieu du XVIIe siècle et disparut lors de la construction du palais épiscopal. Ses biens furent affectés à l'hôpital Saint-Pierre-aux-Grâces .

#### Hôpital Saint-Pierre-aux-Grâces

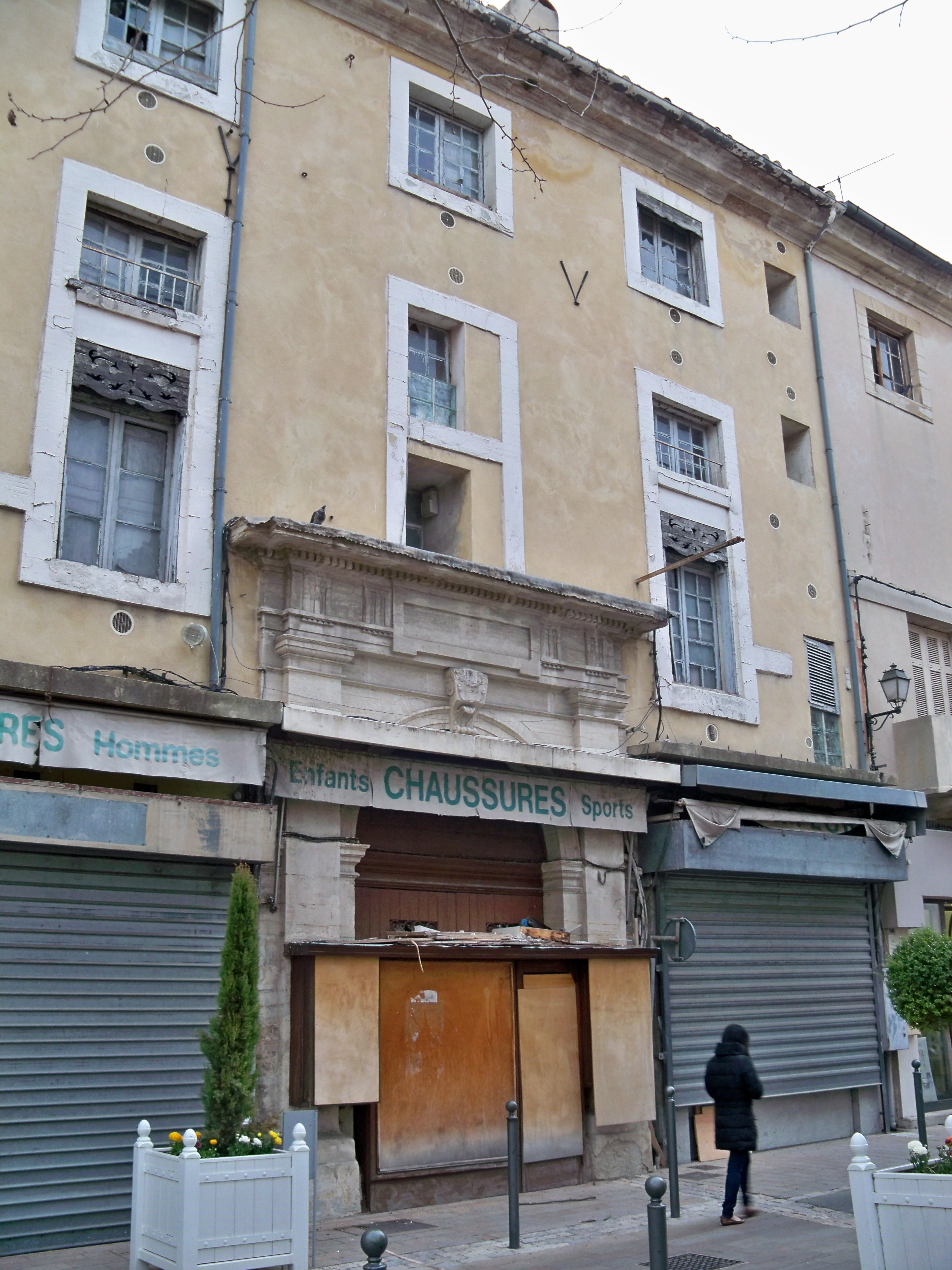
Ancien hôpital Saint-Pierre aux Grâces.

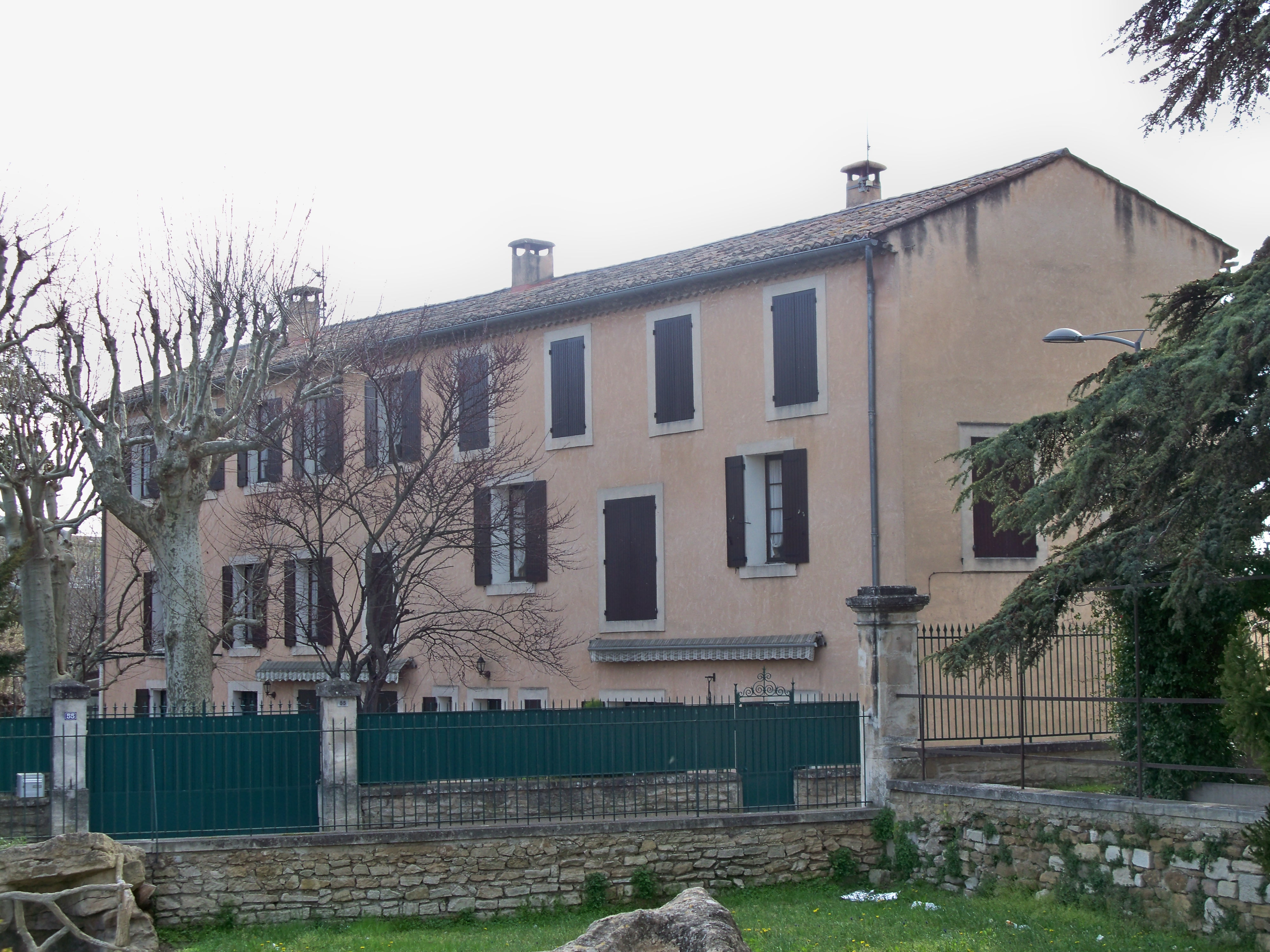
Le lazaret, dit la Malautière, de nos jours.

Situé à l'intérieur des remparts de Carpentras, dans l'actuelle rue du Vieil-Hôpital, il fut bâti à l'initiative des autorités municipales. La commune acheta le terrain entre 1358 et 1360 et finança la construction. L'administration de l'hôpital, comme toutes les autres institutions charitables de la ville, restait entre les mains des autorités religieuses. La gestion de cet établissement fut rapidement désastreuse, et le mena au bord de la ruine. Il y eut des ventes de biens destinés aux malades et des détournements des fonds hospitaliers au profit des gestionnaires. En 1391, sous l'insistance des conseillers carpentrassiens, auprès du pape Clément VII, ce dernier retira, par bulle, la gestion aux religieux et la confia à des laïcs .
Le nom de Saint-Pierre-aux-Grâces fut donné à l'hôpital le 16 mars 1648 par Alexandre Bichi, alors évêque de Carpentras . Mais en 1703, le Conseil de Ville délibéra pour abandonner cet établissement et construire un nouvel hôpital à la Porte de Mazan, au nord-est des remparts de la ville. Pourtant le projet n'aboutit pas et d'importantes réparations durent être faites.
La vocation première de l'établissement, accueillir malades et indigents, fut complétée, en 1715, après la fermeture de l'hôpital Saint-Lazare, par l'accueil des incurables. Malgré tout, un rapport datant de 1735 laisse à nouveau ressortir les difficultés du lieu : l'endroit restait peu adapté aux soins, malgré la diminution du nombre de lits qui étaient passés des 80 initiaux à 50 ; il manquait d'espaces extérieurs et de jardins pour les malades ; il n'y avait ni salle de convalescence, ni sanitaires ; l'augmentation du nombre de malades imposait parfois d'en installer deux dans le même lit et surtout, le budget était fortement déséquilibré, avec 7 180 livres de dépenses pour 3 952 livres de recettes .
Ces difficultés multiples et structurelles furent les points de réflexion premiers de dom Malachie, dans la construction d'un nouvel établissement de soins . L'hôpital Saint-Pierre-aux-Grâce fut définitivement fermé en septembre 1761, et mis en vente en 1775. Le bâtiment a eu plusieurs fonctions depuis cette date, notamment d'habitation. À la fin du XXe siècle, le rez-de-chaussée était utilisé comme magasin de vente de chaussures .

#### Hôpital Saint-Lazare
La plus ancienne trace retrouvée, concernant l'hôpital Saint-Lazare, date de fin 1437. Il s'agit de quittances relatives à cet établissement. Il était situé hors de l'enceinte de la ville, dans le quartier de la Malautière, sur les bords de l'Auzon. Comme son nom le laisse entendre, il s'agit d'un lazaret, spécialisé dans l'accueil des lépreux. Avec l'évolution de la connaissance des maladies contagieuses, le lieu accueillit également les personnes atteintes d'autres maladies, telles que la syphilis. L'hôpital ferma en 1715 . Ses biens et charges furent affectés à Saint-Pierre-aux-Grâces .
Cette clôture faisait suite à une décision du conseil municipal de Carpentras, datée de 1707, choisissant de transférer ses activités et surtout son financement à l'hôpital Saint-Pierre-aux-Grâces. La désaffectation définitive ayant eu lieu en 1827, l'administration hospitalière vendit le bâtiment à un marchand drapier dauphinois. L'un de ses fils y installa une filature de cocons de soie, puis il passa dans le patrimoine de la famille Fenouil .

#### Hôpital neuf

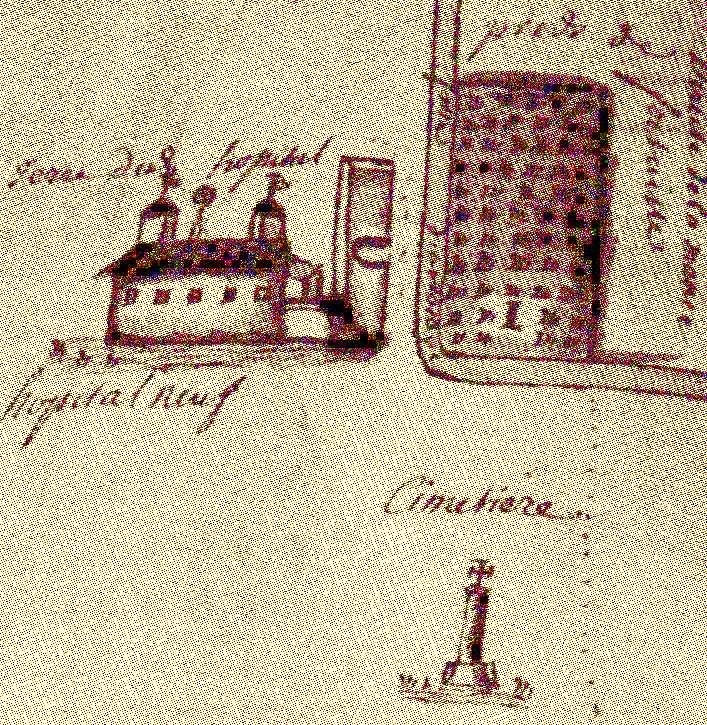
Hôpital neuf de Carpentras au XVIIIe siècle.

Situé sur l'actuel cours de la Pyramide, au nord-est de la ville, la construction de l'hôpital neuf date de 1536. En 1710, le Conseil de Ville constata que ce bâtiment devait faire l'objet de travaux de restauration ; cinq ans auparavant, les conseillers s'étaient interrogés sur la nécessité de construire un nouvel hôpital et de réformer celui-ci . Un arrêté des consuls décida que désormais le nombre de malades serait limité à trois par lit et fit réhabiliter l'établissement. La grande peste de Marseille ayant pris fin, en 1722, l'hôpital des pestiférés fut définitivement fermé .
Un incendie, provoqué par la foudre, ravagea l'hôpital neuf en 1783. Elle tomba dans un grenier à foin, le 1er juillet. Or, le lazaret désaffecté de l'hôpital avait servi à entreposer de la poudre. Les consuls firent sonner le tocsin et donnèrent ordre à la population de ne pas se rendre sur les lieux . Ce qui n'empêcha pas des centaines de badauds de se presser à proximité. Ils furent surpris par l'explosion. Il y eut trente morts dont quatre enfants et les blessés furent évacués à grand peine dans la cohue vers le nouvel hôtel-Dieu. L'incendie ravagea le bâtiment durant trois jours et trois nuits. Sur rapport d'un architecte mandaté, le Conseil de Ville fit raser les ruines et réhabiliter les murs qui tenaient encore debout .
Lors du rattachement du Comtat Venaissin à la France, le 14 septembre 1791, ce qui restait de l'hôpital neuf devint bien national. Il fut acquis en 1796 par la famille Mistarlet, puis passa, en 1834, au juge de paix Pascal, qui y installa une brasserie. Elle employa des brasseurs qui avaient fui l'Alsace occupée à la suite de la guerre de 1870. Après la mort du juge, en 1873, l'entreprise passa à son neveu Camille Maurel, directeur du canal de Carpentras puis au neveu de celui-ci, Alfred Caillet, maire de la ville. Restauré successivement par ses différents propriétaires, l'ancien hôpital neuf fut squatté et pillé au cours des années 1980 puis définitivement détruit .

### Création de l'hôtel-Dieu

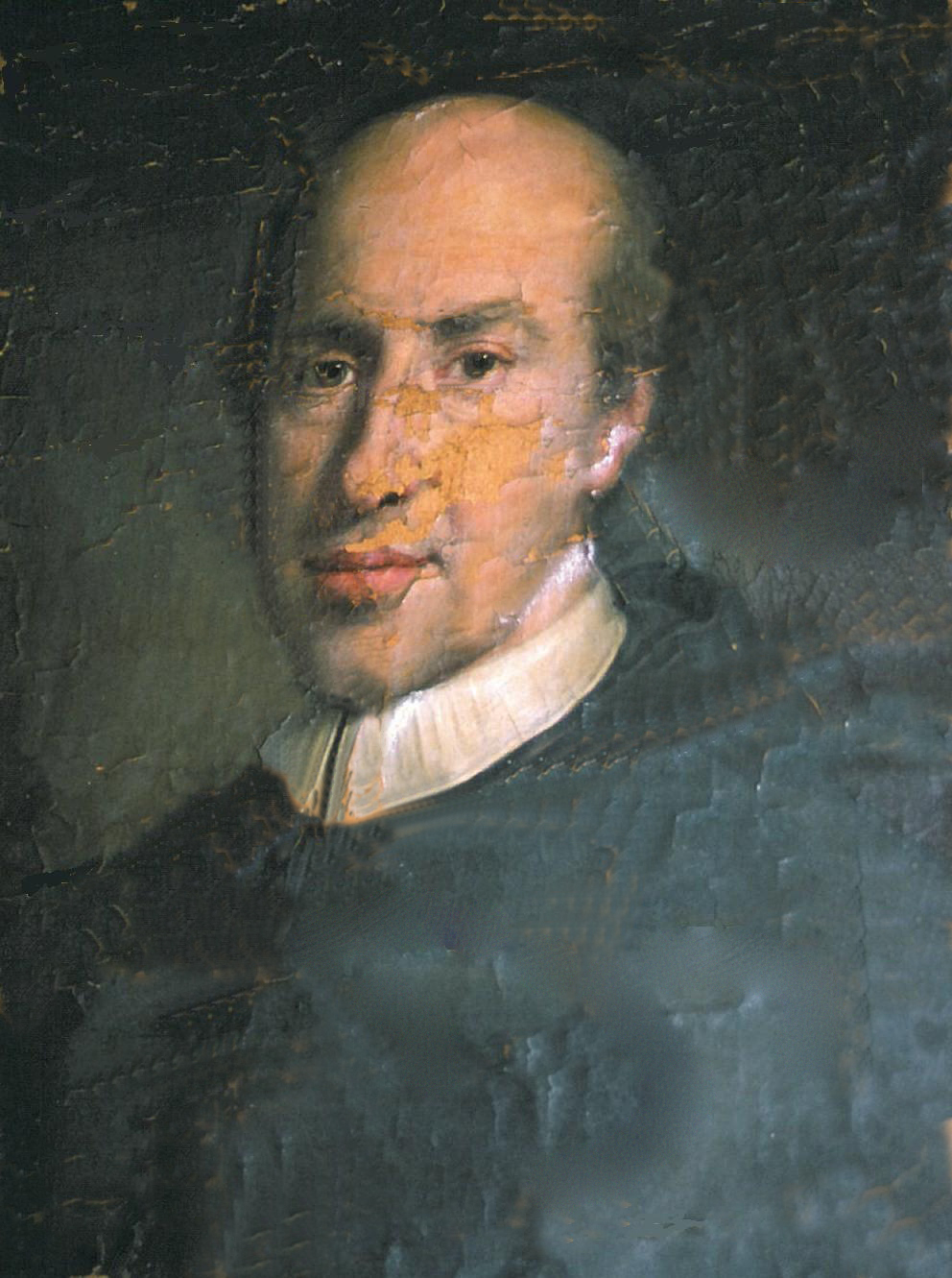
Dom Malachie d'Inguimbert.

La construction d'un nouvel hôpital voulu par dom Malachie et le rôle qu'il va jouer pendant deux siècles ne sont pas indépendants de l'histoire de ses prédécesseurs. Il en est à la fois le successeur et l'aboutissement. Après avoir pensé installer un hôtel-Dieu sur les rives de l'Auzon, l'évêque d'Inguimbert y renonça à cause des remugles dégagés par les tanneries du quartier Nord, et d'une brouille qui survint entre lui et le marquis de Fortia, propriétaire du terrain qu'il voulait acquérir. Il porta alors son choix sur un terrain appartenant déjà au diocèse de Carpentras, situé au sud de la cité. Il dut faire tout de même jeter à bas le nouveau couvent que venaient d'y bâtir les récollets avec son autorisation.
Les plans furent dressés par son cousin Antoine d'Allemand, à qui l'on doit notamment l'hôtel Salvador d'Avignon et l'actuel bâtiment de la bibliothèque Inguimbertine et du musée du Comtat (Hôtel d'Allemand). Le prix-fait initial fut de 350 000 livres. Aux fonds de l'évêque s'ajoutèrent ceux de la municipalité pour un montant de 110 000 livres. La chapelle fit l'objet d'un financement spécifique, à hauteur de 95 000 livres.
La première pierre fut posée le 18 septembre 1750. Dom Malachie, appelé à Rome, ne put assister à cette cérémonie. Elle fut présidée par le chanoine d'Allemand, frère de l'ingénieur. L'évêque pressa sa visite ad limina et revint à Carpentras le 31 octobre de la même année pour surveiller son chantier.
Il demanda deux prix-fait, le premier, daté du 20 mars 1751, concernait la construction des bâtiments hospitaliers ; le second, passé le 7 septembre 1752, était réservé au logement conventuel des sœurs hospitalières.
Il dut surtout régler la question de propriété du terrain. Si celui-ci dépendait du diocèse, il n'appartenait pas à l'évêque mais à la mense épiscopale. Le problème fut résolu par acte notarié daté du 22 août 1752, les chanoines ayant accepté un échange avec un terrain de superficie équivalente que d'Inguimbert possédait en propre à Malemort-du-Comtat.

## Architecture

### Extérieur

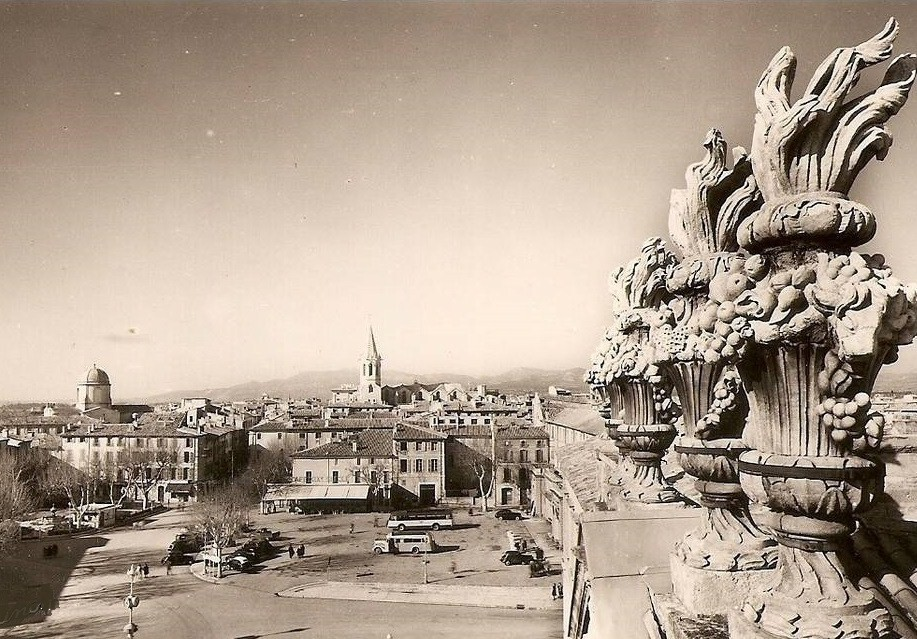
Pots à feu originaux de l'hôtel-Dieu de Carpentras.

L'intégralité du bâtiment et de ses ailes tient dans un quadrilatère de 100 mètres sur 80 mètres. Il s'étage sur deux niveaux. Contrairement aux hôpitaux de l'époque, la construction ne comporte aucune coupole. Les diverses ailes s'étendent autour de quatre cours et deux jardins. Le côté est était réservé aux malades, et celui qui donnait sur l'ouest aux hospitalières dont la chapelle est située à l'extrémité ouest de la galerie nord.
Les matériaux de construction sont, dans l'ensemble, d'origine locale : carrière de Rocan, entre Caromb et Saint-Didier, pour les caves et les voûtes, pierre de Caromb, pour les marches de l'escalier, pierre d'Oppède pour les voûtes du hall d'honneur, pierre de Saint-Didier, pour l'encadrement des portes et de Villeneuve-lès-Avignon, pour l'encadrement des fenêtres. Les pierres du Barroux et de Beaumes-de-Venise furent réservées au dallage. Le plâtre provint de La Roque-sur-Pernes et Mormoiron (la carrière est encore en activité, exploitée par la société Lafarge). Les tuiles et carrelages furent fabriqués à Venasque et Montfaucon, les briques à Bédoin, . Quant à la charpente, elle fut édifiée en sapin de Tournon et les liteaux provenaient d'Andance.
La façade principale, côté ouest, fait face à l'entrée de la ville, en provenance d'Avignon. De style baroque, elle est composée d'une porte cochère en bois sculpté, surmonté d'une fenêtre à balcon et d'un fronton orné d'angelots. Cet ensemble est encadré de colonnades. Le toit est intégralement couvert en tuiles romanes ; la partie centrale, au droit de la porte principale et des deux fenêtres latérales de chaque côté, est bordée d'une rambarde ornée de six pots-à-feu.
Les pots d'origine risquant de fragiliser la toiture, ils ont été remplacés par des copies plus légères, en silicone, au milieu du XXe siècle .

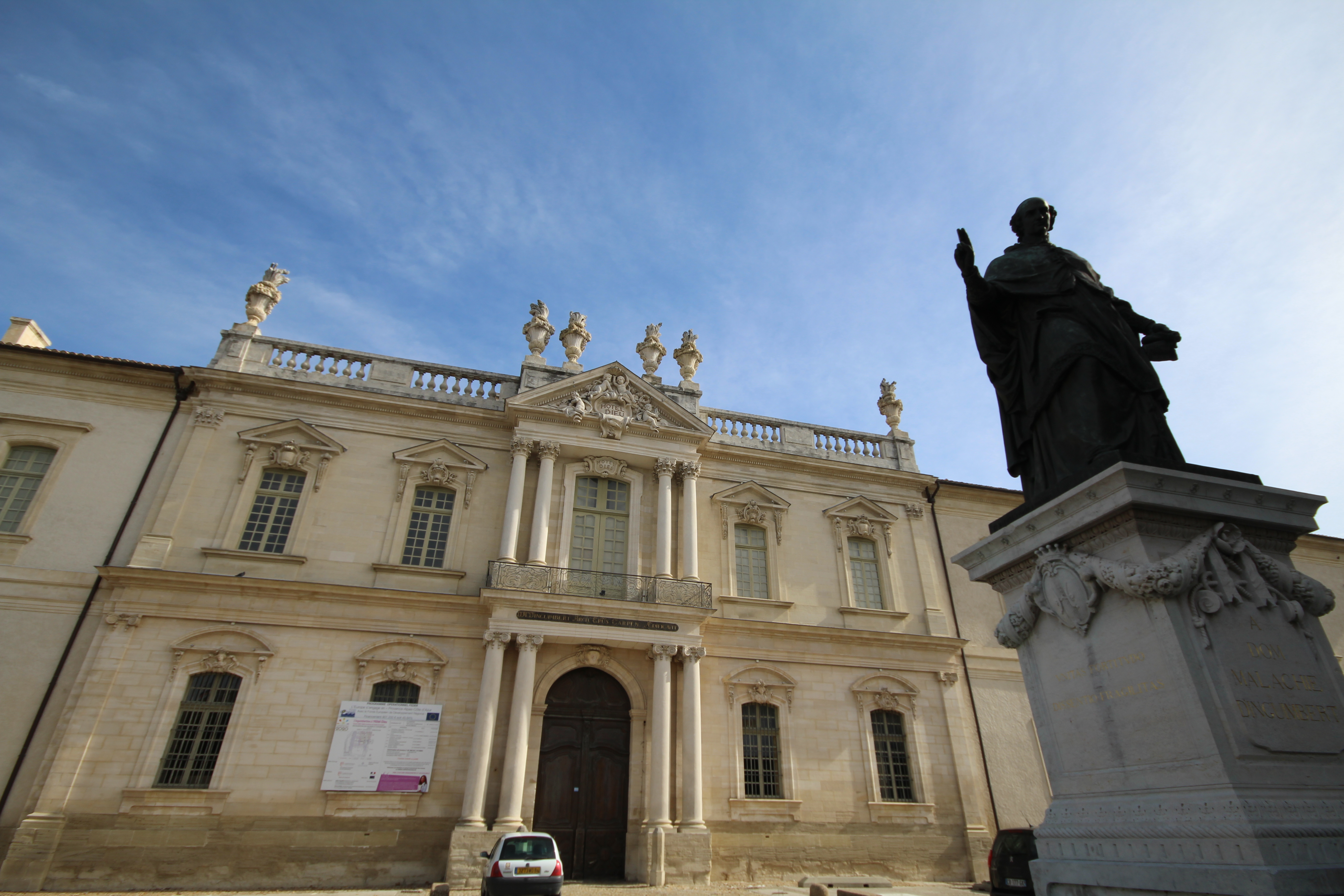
Façade principale.
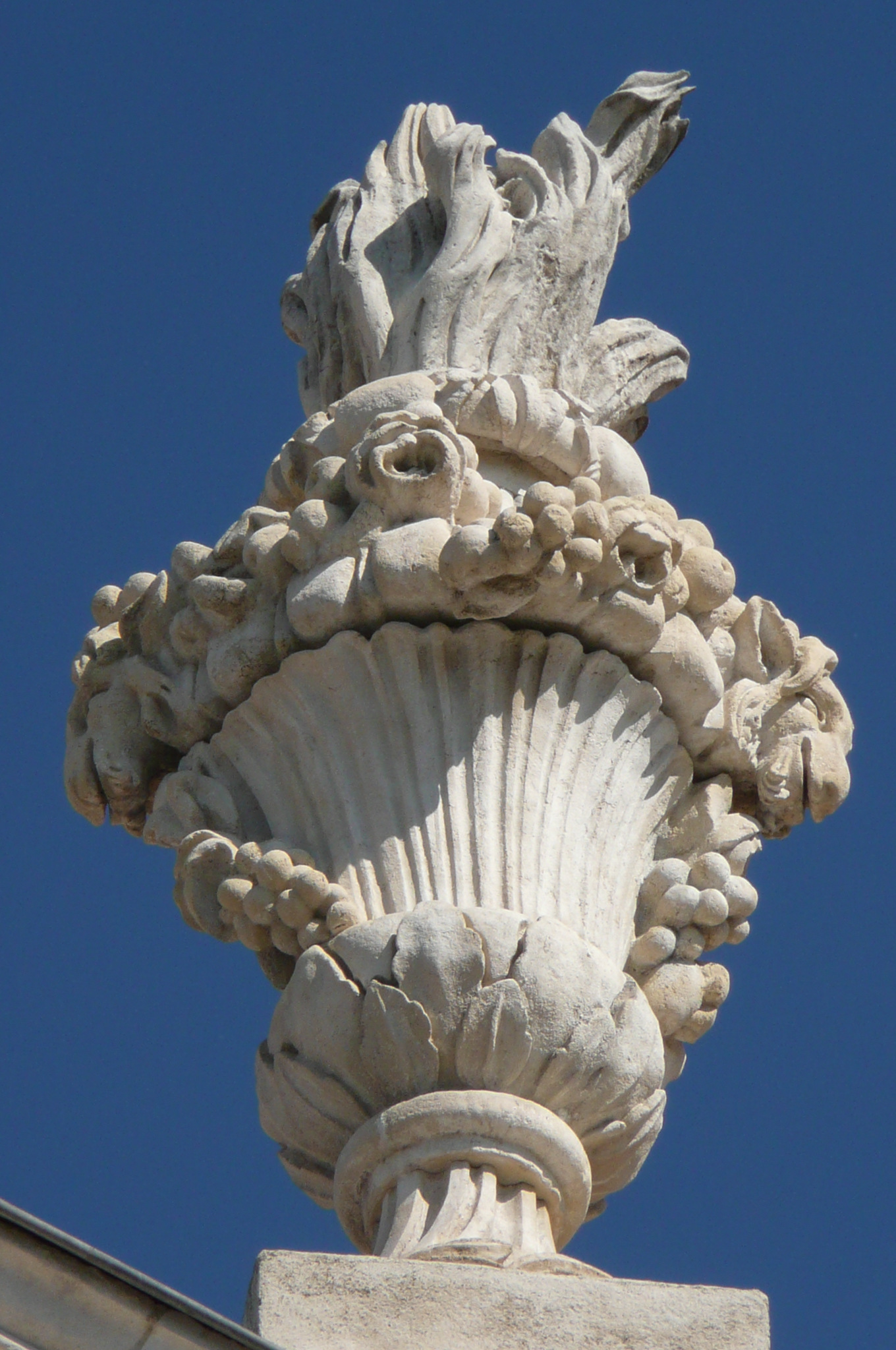
Pot à feu en toiture.
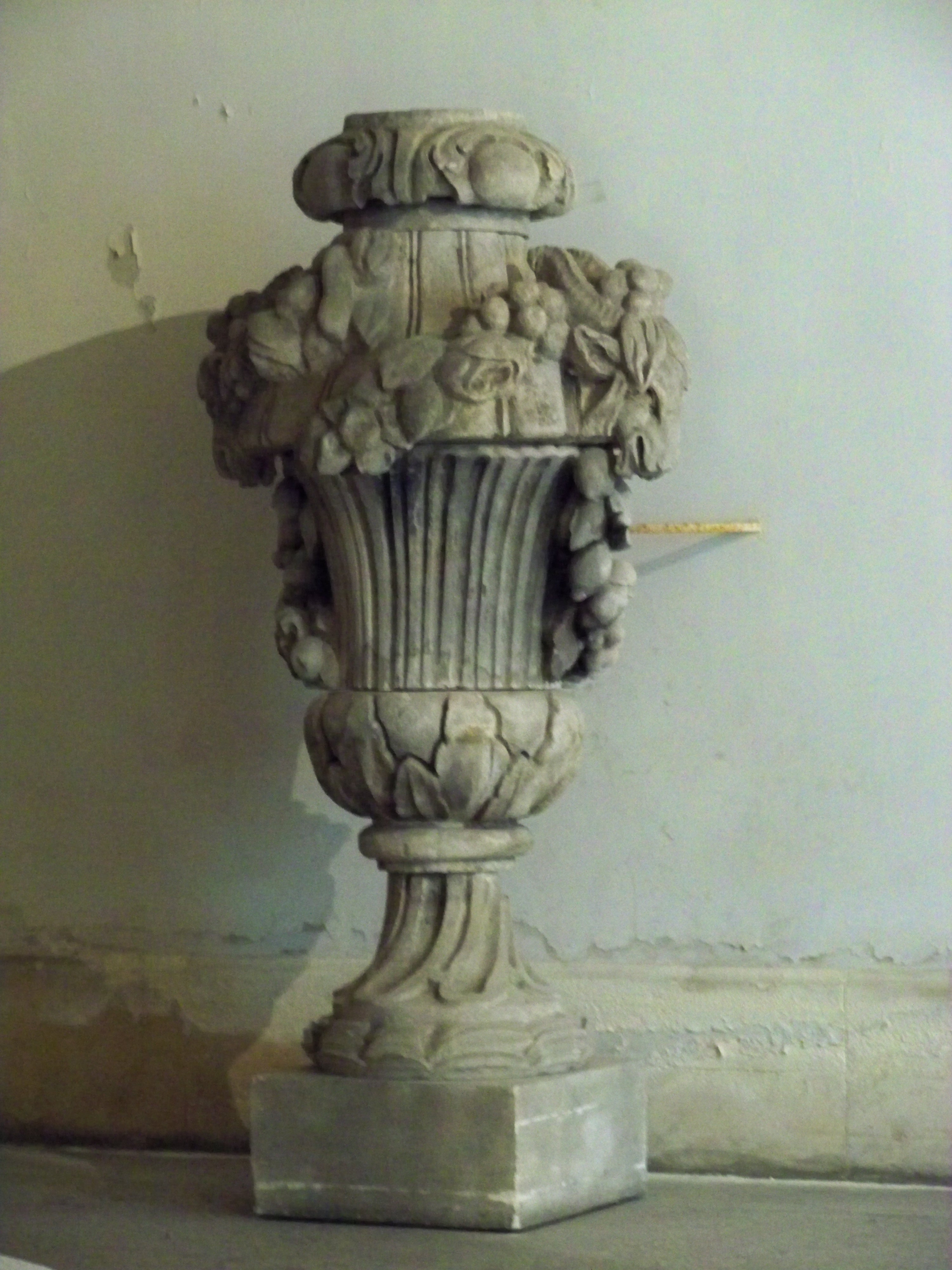
Pot à feu d'origine.
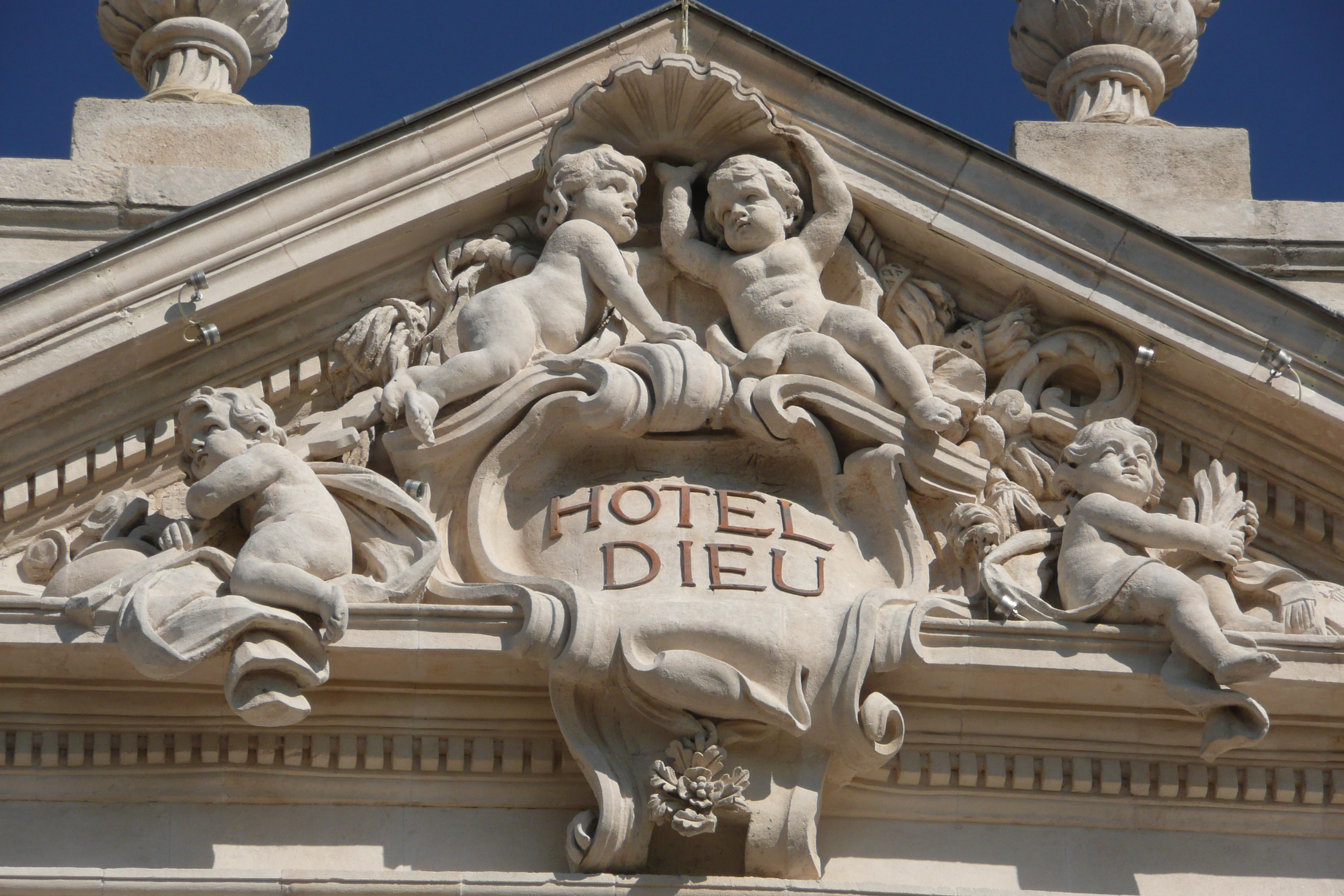
Le fronton.

La porte principale ouvre sur la cour d'honneur, autrefois arborée et ornée de plantations florales, via un corridor en marbre. Elle sert aujourd'hui d'emplacement pour le marché aux truffes. Il ne reste des décors d'origine que les deux fontaines .

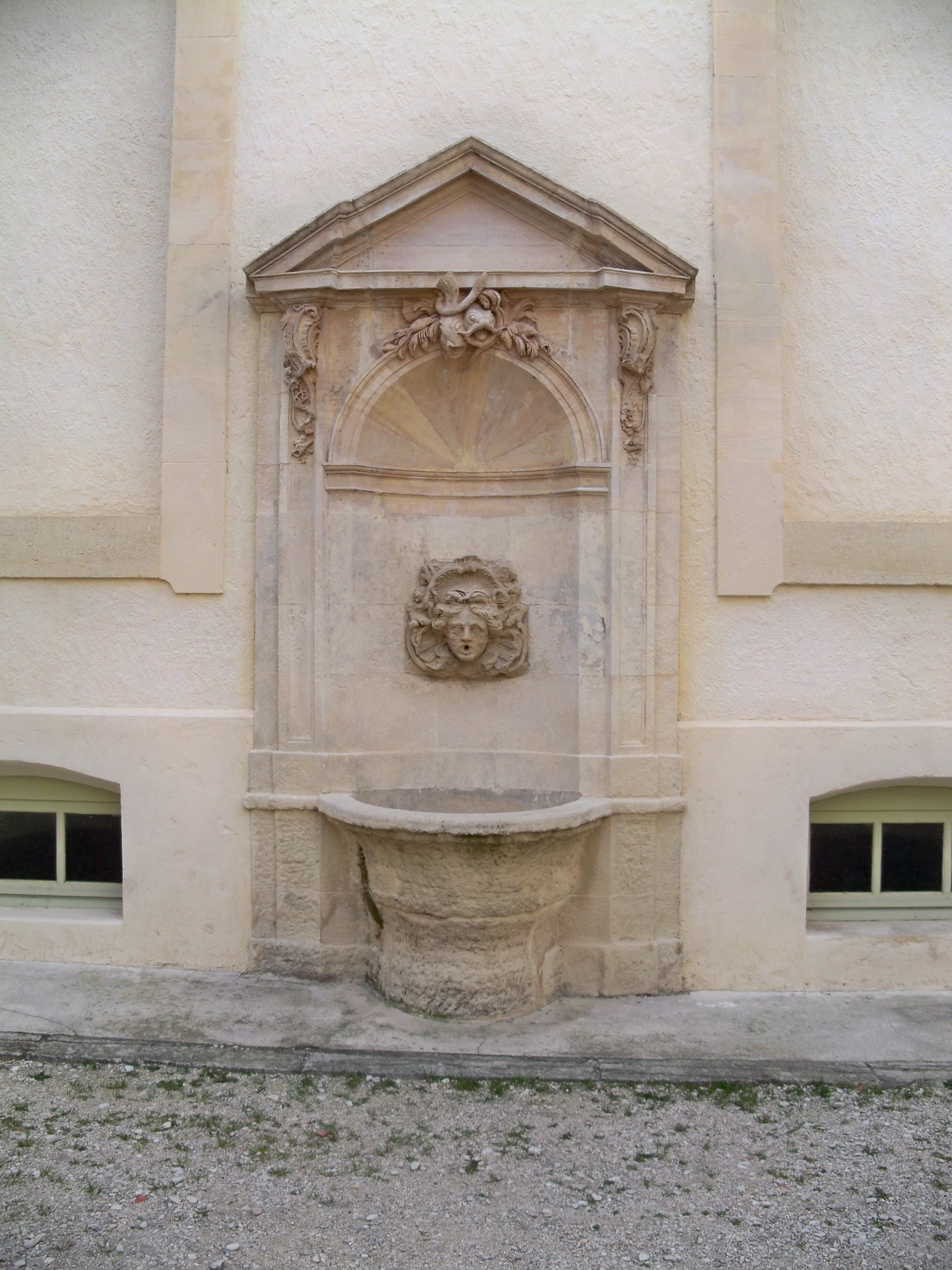
Fontaine sud de la cour d'honneur, à visage féminin.
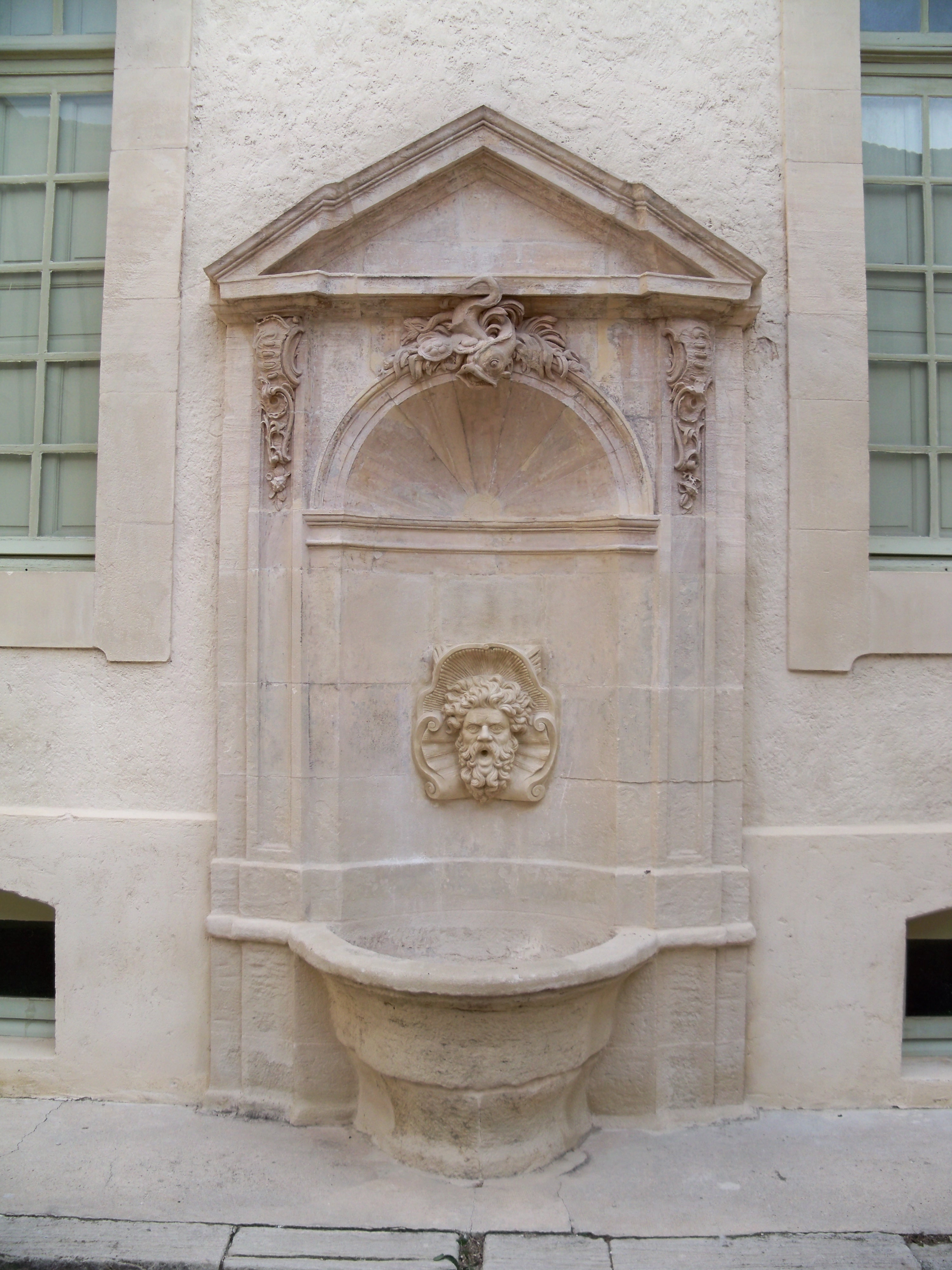
Fontaine nord de la cour d'honneur, à visage masculin.
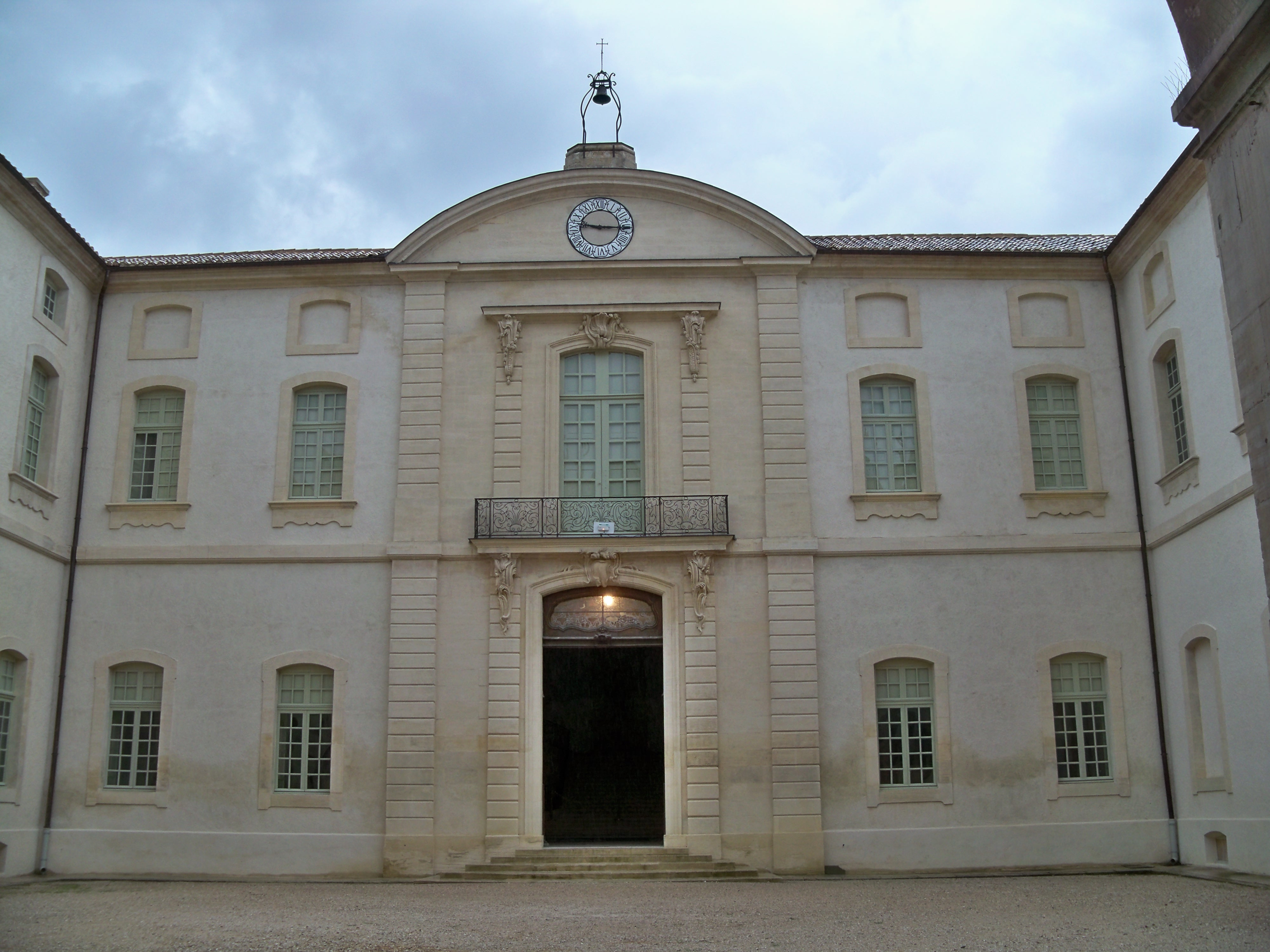
Entrée du hall d'honneur.
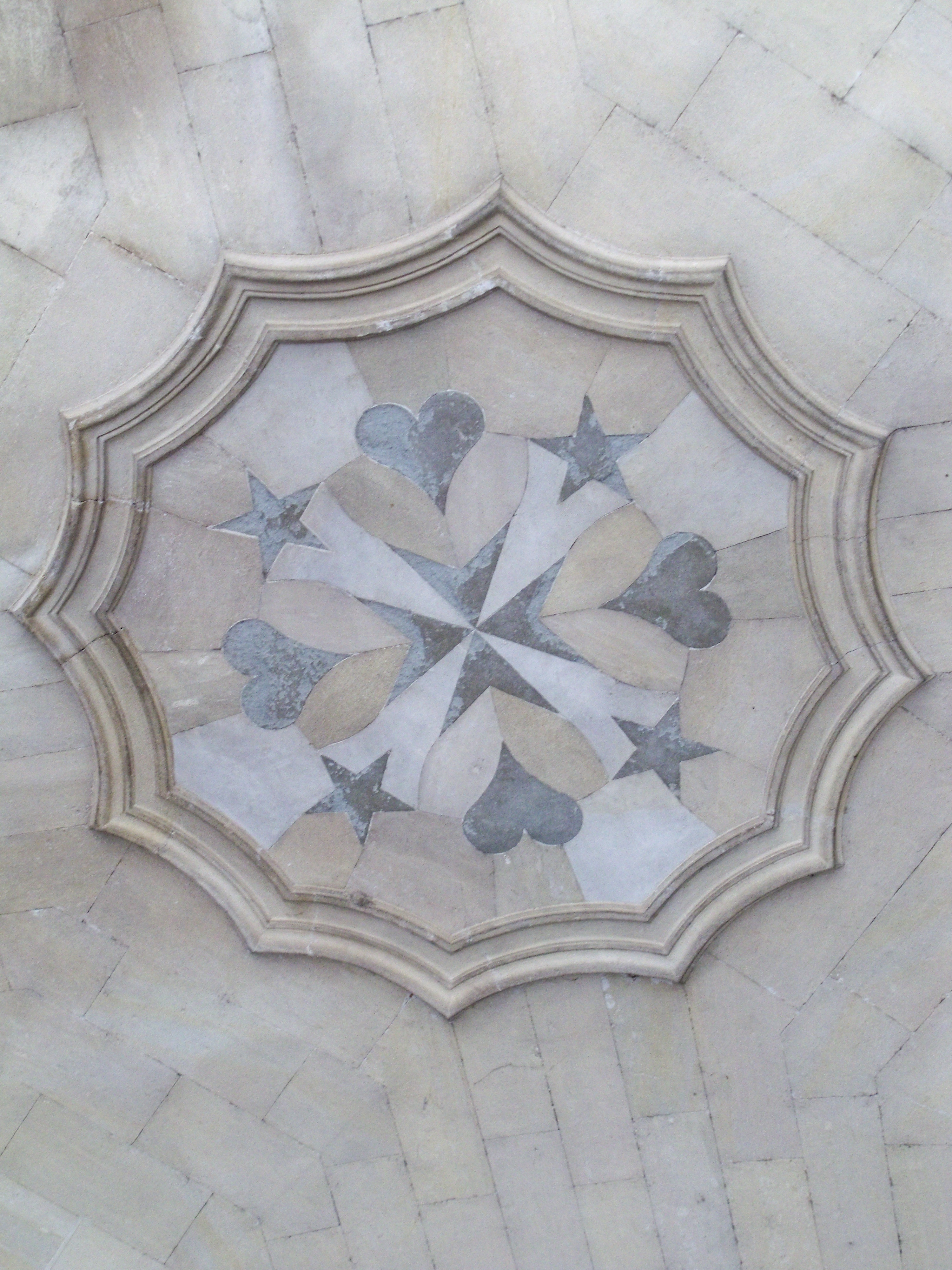
Marqueterie de marbre au plafond du porche.

### Entrée d'honneur
L'entrée d'honneur est composée d'un hall, avec un escalier monumental, et de deux galeries desservant la chapelle et la pharmacie d'un côté, la salle des vieillards et indigents, de l'autre. Ses galeries sont ornées des donatifs. L'escalier n'est pas celui prévu initialement sur les plans d'Antoine d'Allemand. Celui-ci devait être d'une simple rampe droite, courant intégralement le long du mur. Le palier est orné d'une statue de la vierge, de Jean Bernard, de Bollène. Les trois vitraux éclairant le hall ne sont pas d'origine, mais furent installés lors de la rénovation d'Isidore Moricelly .

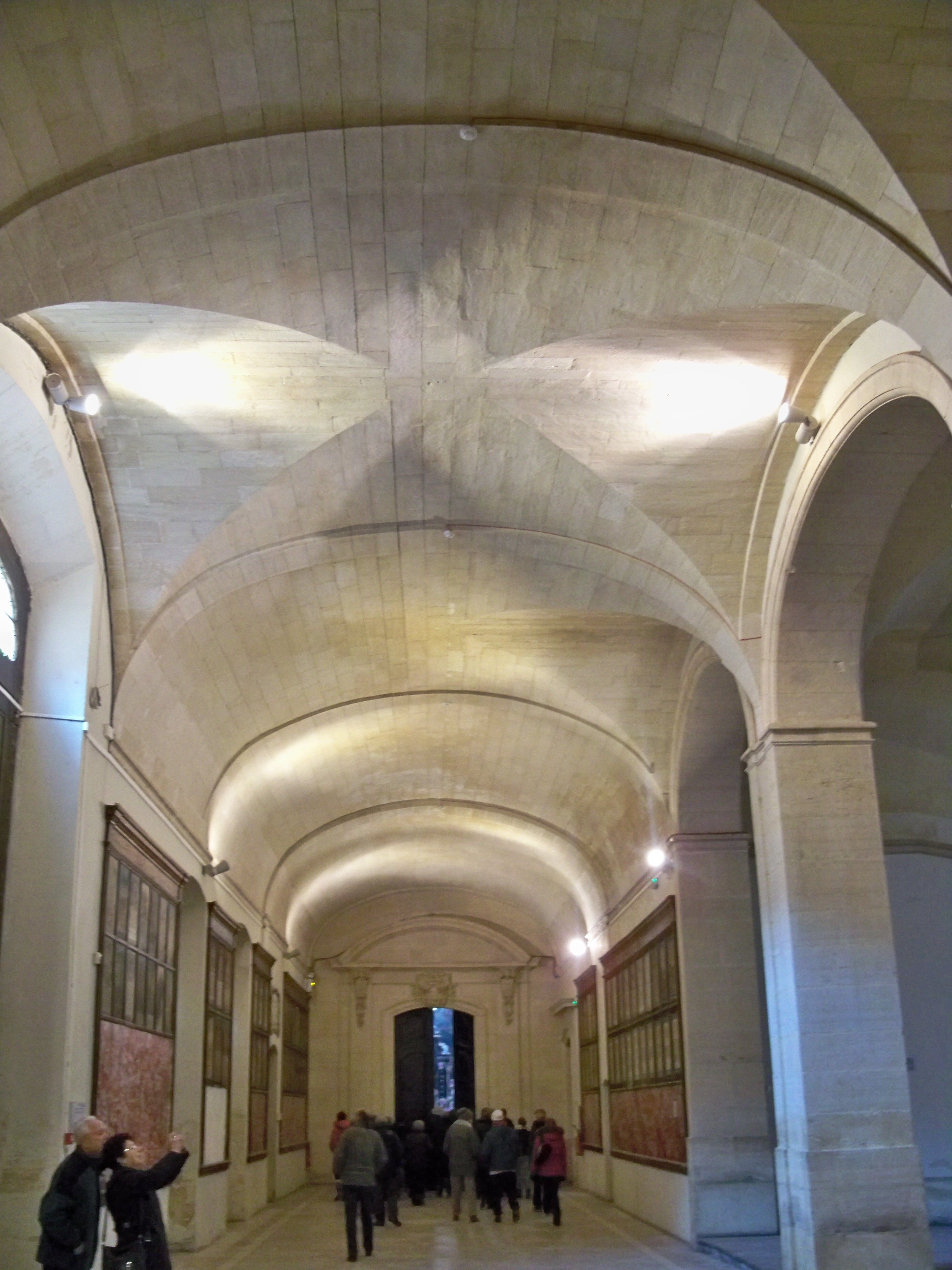
Galerie des donations.
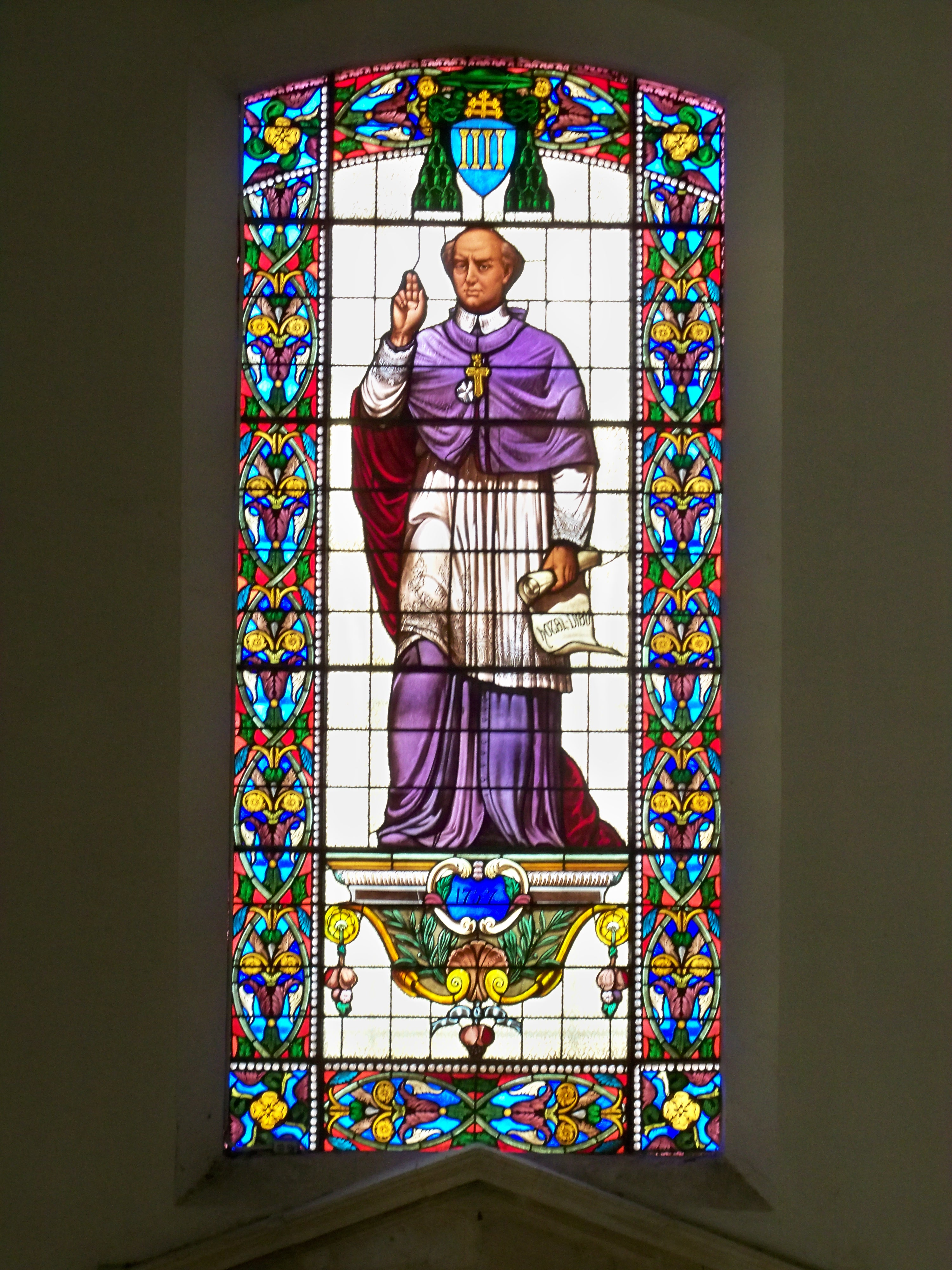
Vitrail représentant J.-D. Inguimbert.
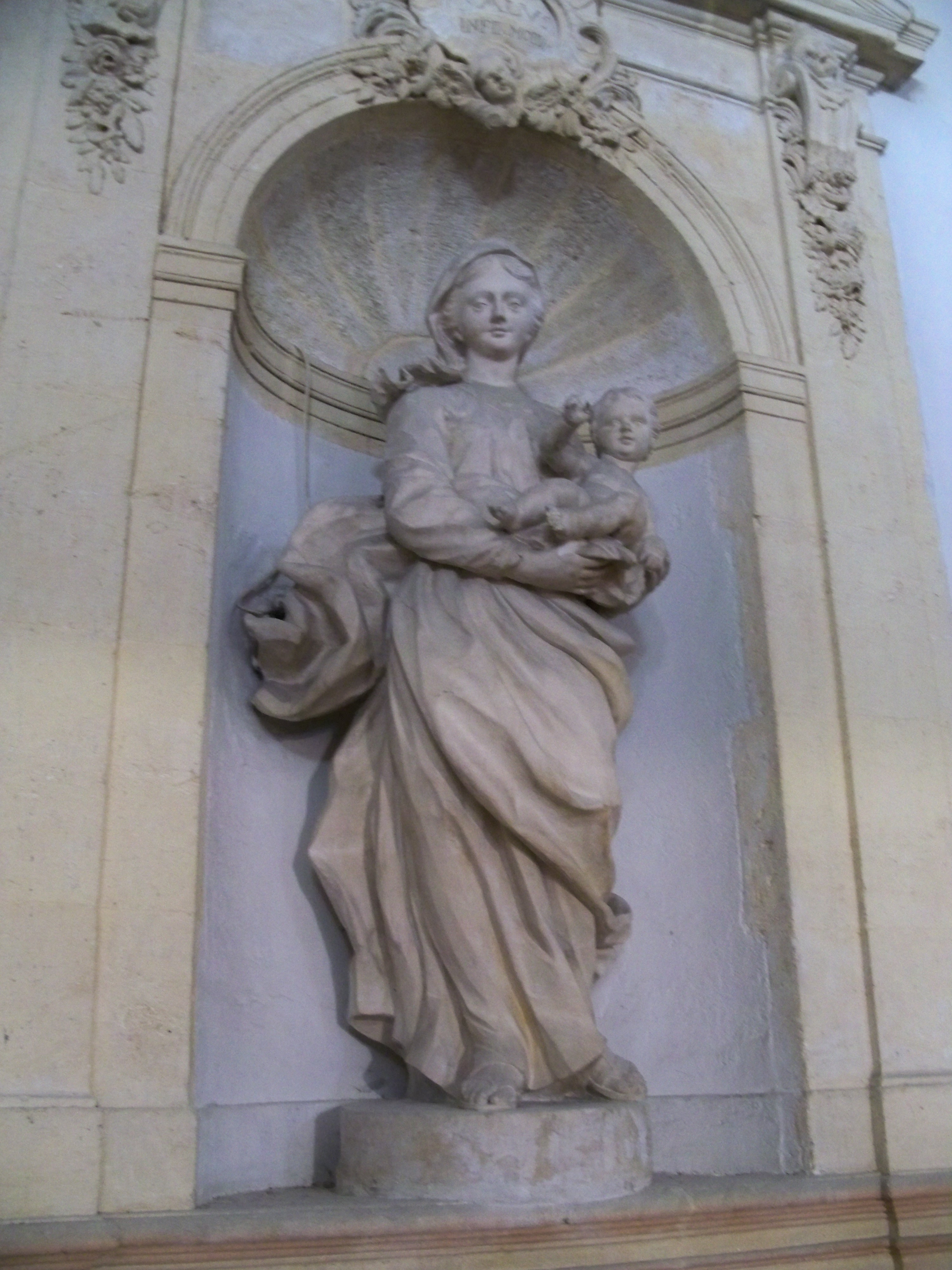
Vierge à l'enfant.

### Escalier central

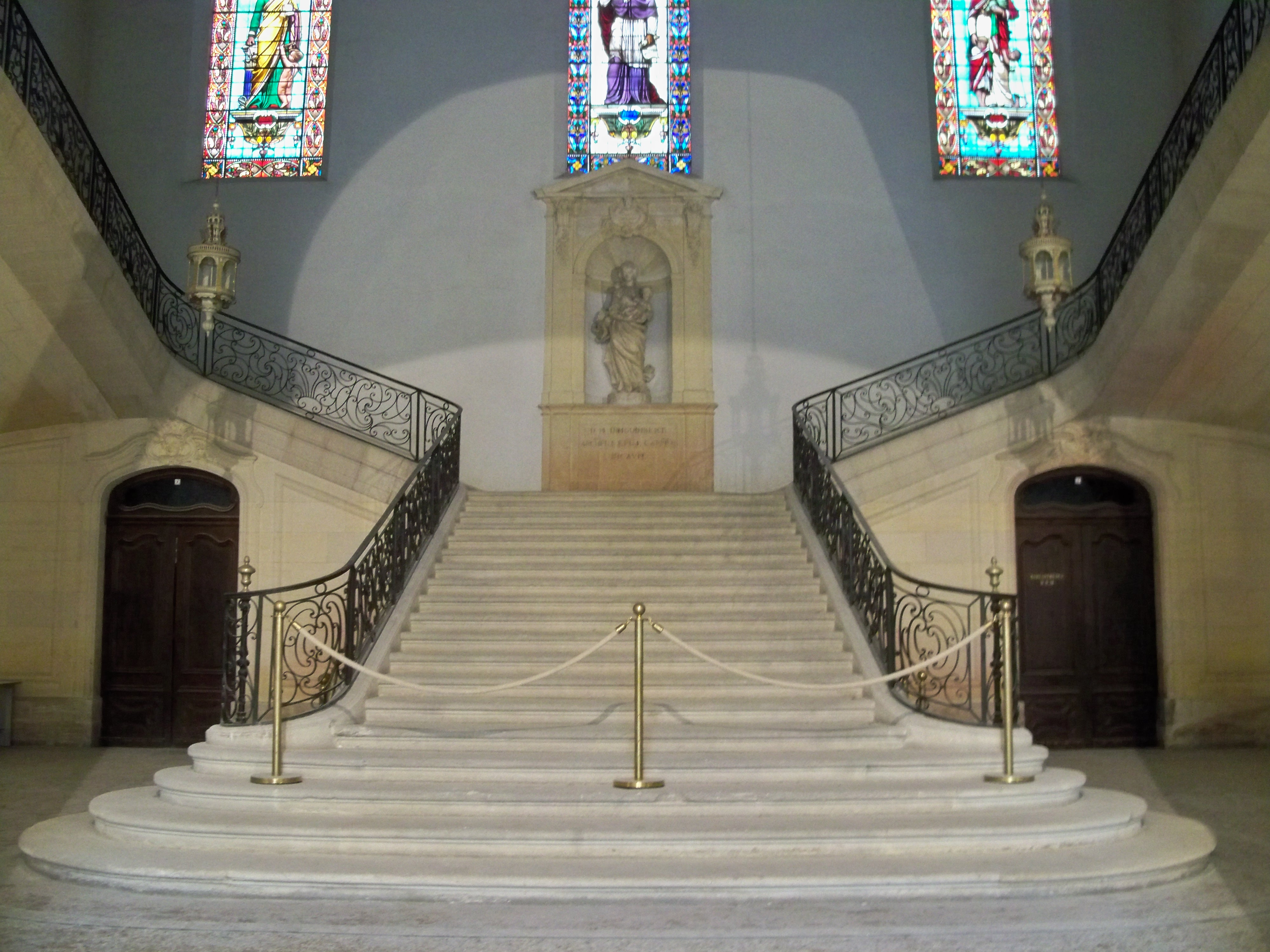
L'escalier central

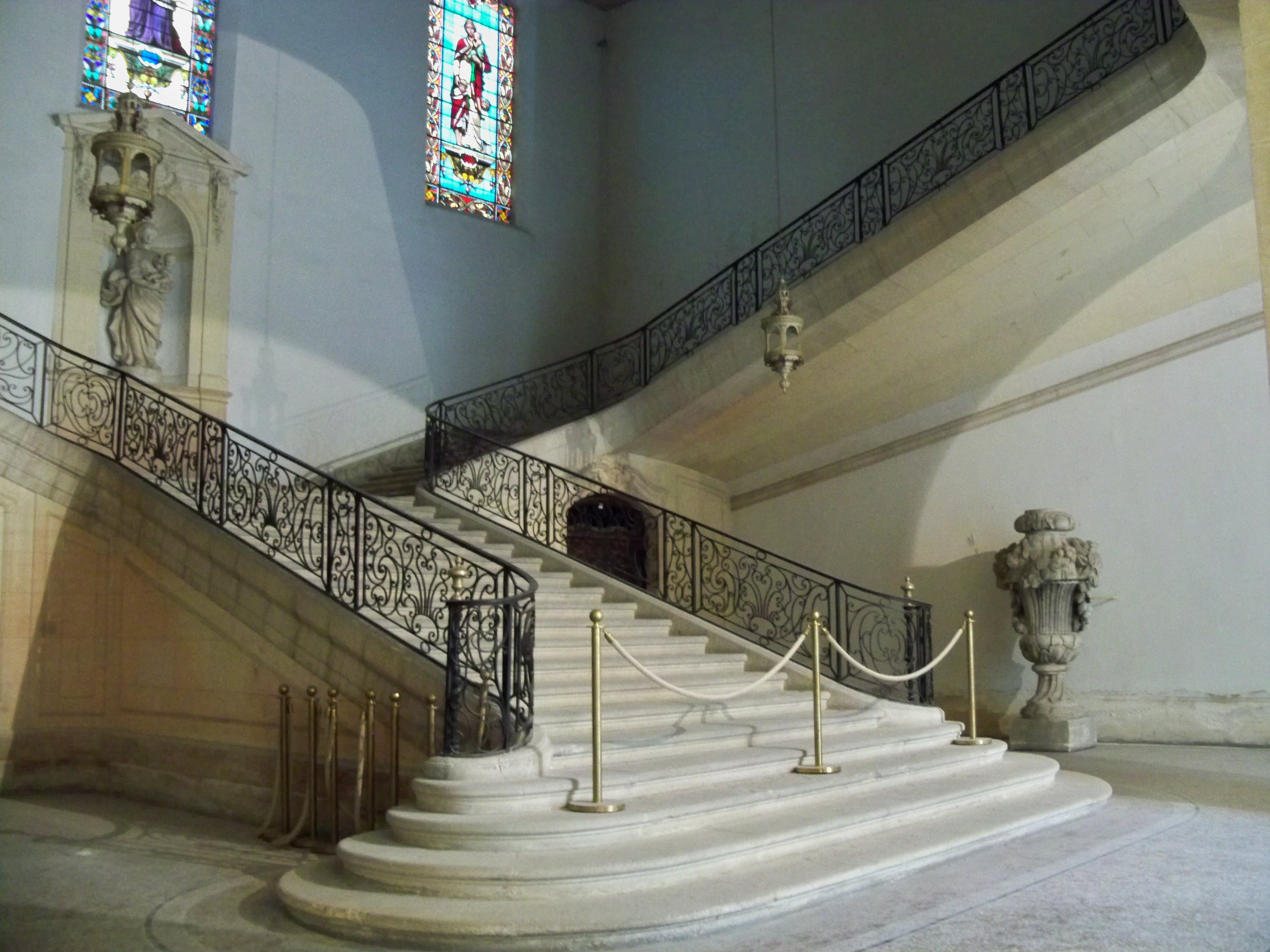
L'escalier vu du côté gauche, avec l'un des pots à feu originaux

Le plan initial de l'escalier prévu par d'Allemand l'avait cantonné dans l'angle nord-est du bâtiment. Ce schéma a été modifié en cours de construction pour le transformer en un escalier central monumental. Émile Bonnel le décrit ainsi : 

« Il monte d'abord par une seule rampe jusqu'au premier palier d'où partent deux rampes en retour qui débouchent sur le vestibule du premier étage ; la première rampe est soutenue par deux murs d'échiffre, les deux autres par des limons appareillés sur lesquels viennent buter des demi-voûtes en plein cintre et des trompes dans les angles. »

Il est composé de 75 marches en pierre de Caromb, chacune d'elles d'un seul bloc. Les rampes, en fer forgé, sont l'œuvre de ferronniers de Monteux, les frères Mille, qui l'installèrent au cours de l'année 1761.
Ce même type d'escalier se retrouve à Avignon : Pierre Mignard en construisit un  en 1687 dans l'hôtel Madon de Châteaublanc, et quelques décennies plus tard, Antoine d'Allemand et Jean-Baptiste Franque unirent leurs talents pour édifier, entre 1706 et 1713, celui de l'hôtel de Salvador, rue de la Masse.

### Chapelle
La chapelle occupe l'angle nord-ouest du bâtiment. Elle s'ouvre sur le hall d'honneur et l'aile dévolue aux sœurs augustines et elle est accessible par ces deux côtés. Elle est composée d'une simple nef, de voûtes plates et d'une abside. Seules les colonnes de la tribune au revers de la façade ouest ont des chapiteaux qui relèvent de l'ordre corinthien. L'ensemble est décoré de style baroque avec une surabondance de marbre incarnat provenant des carrières de Caunes-Minervois. Certaines de ses carrières, « Carrière du Roi », sont protégées au titre des monuments historiques, depuis le 2 juin 2006. L'autel est en marbre polychrome.
À gauche de celui-ci ont été placés le Monument funéraire de Mgr d'Inguimbert (1774) sculpté par Étienne Dantoine, et le tombeau d'Isidore Moricelly sculpté par Émile Aldebert. Ils font face à la grille, en fer forgé, permettant aux hospitalières d'assister à la messe, tout en restant dans le périmètre de leur clôture. Les religieuses sont inhumées dans une crypte, se trouvant sous la chapelle .

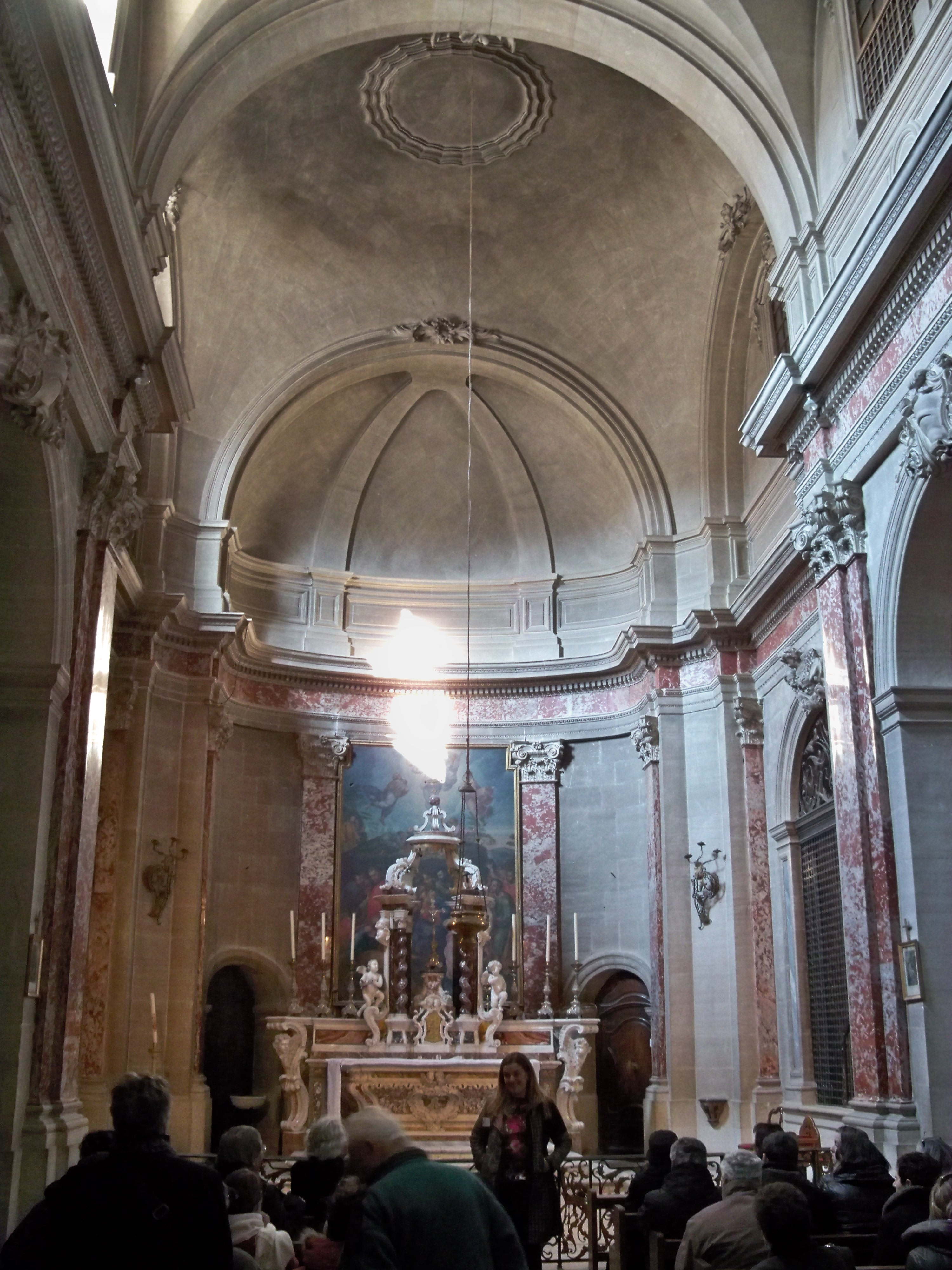
Intérieur de la chapelle.
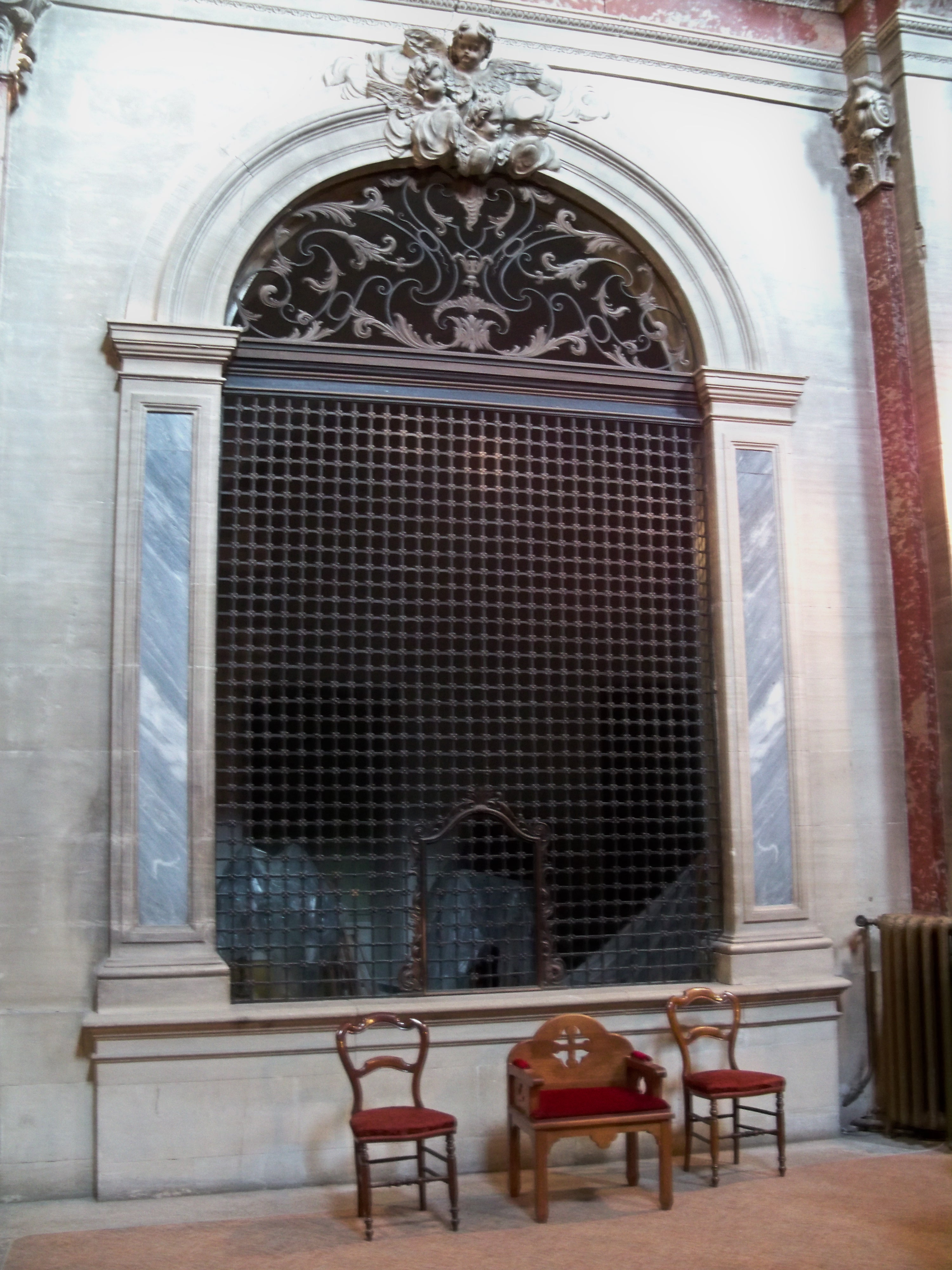
Grille des Augustines.
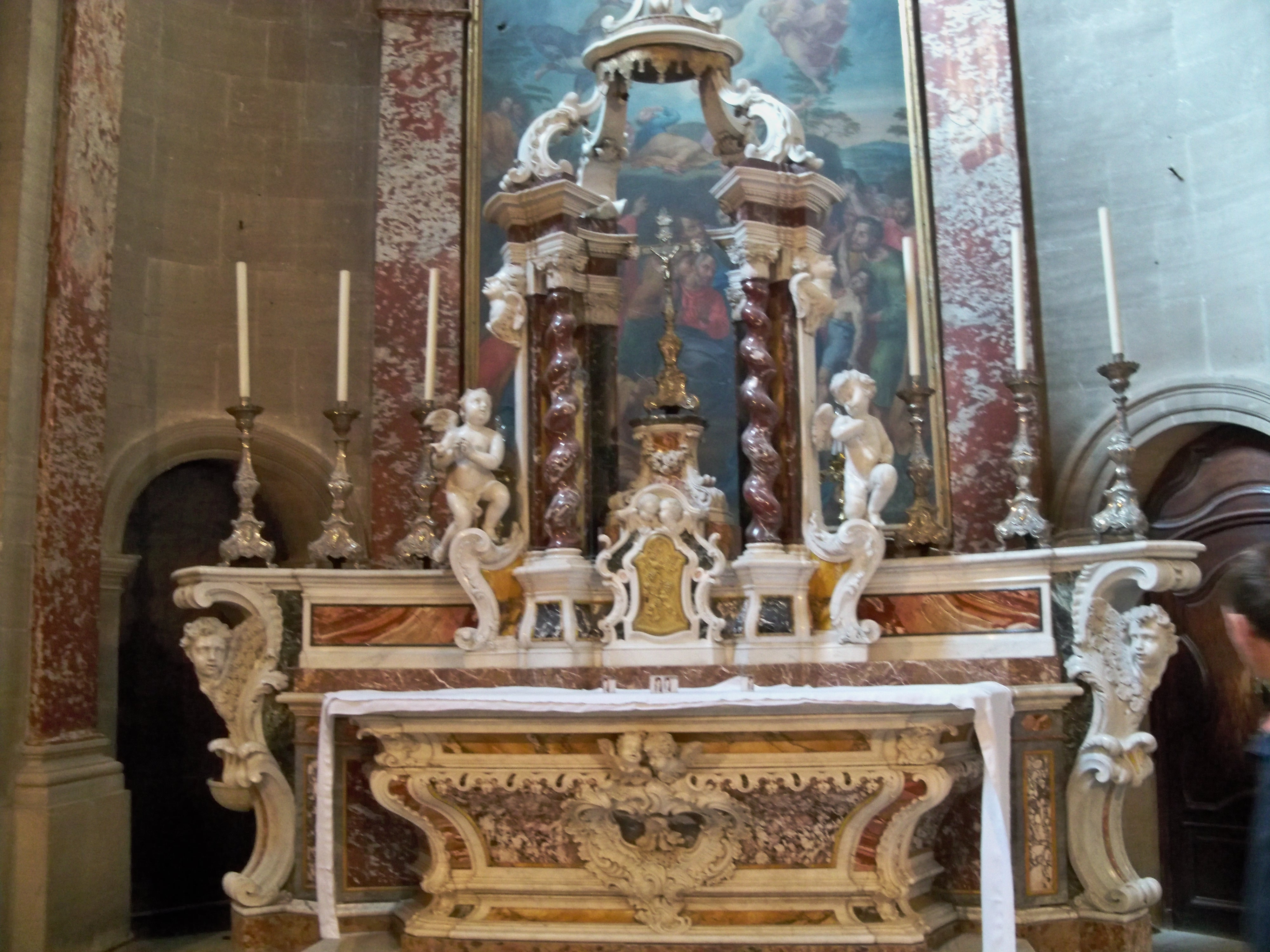
Maître-autel.
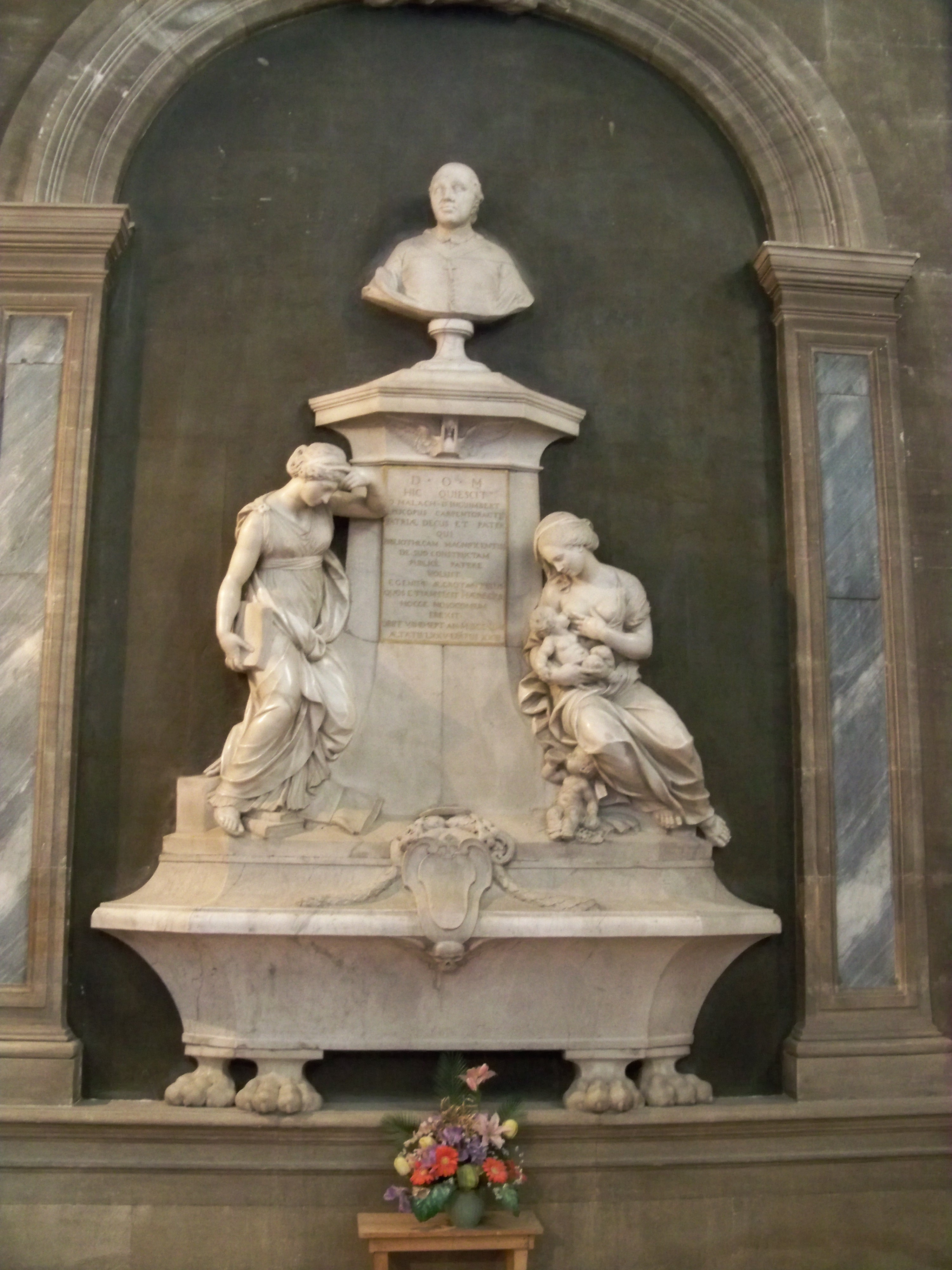
Monument funéraire de Mgr d'Inguimbert.
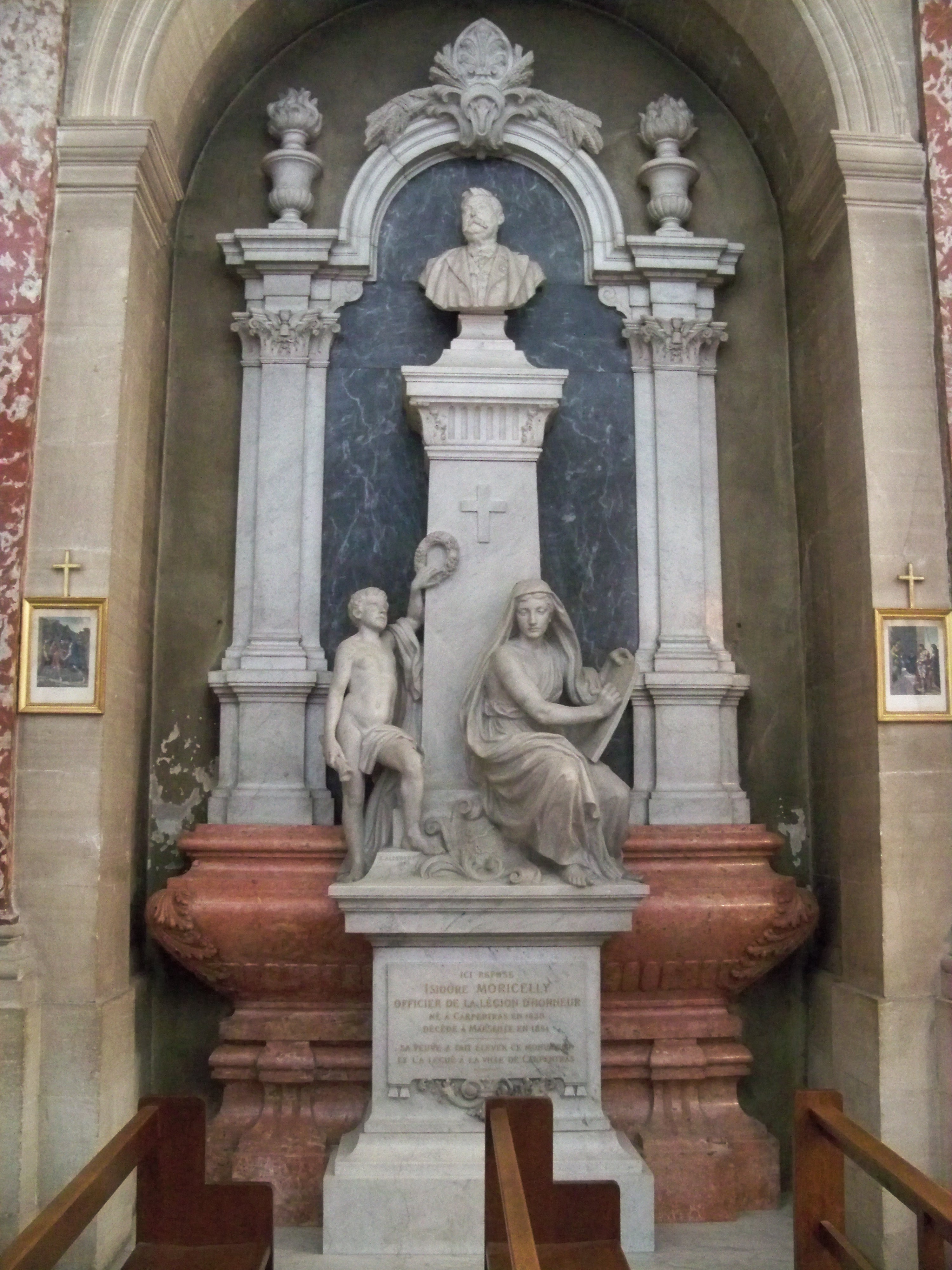
Tombeau d'Isidore Moricelly.

### Pharmacie

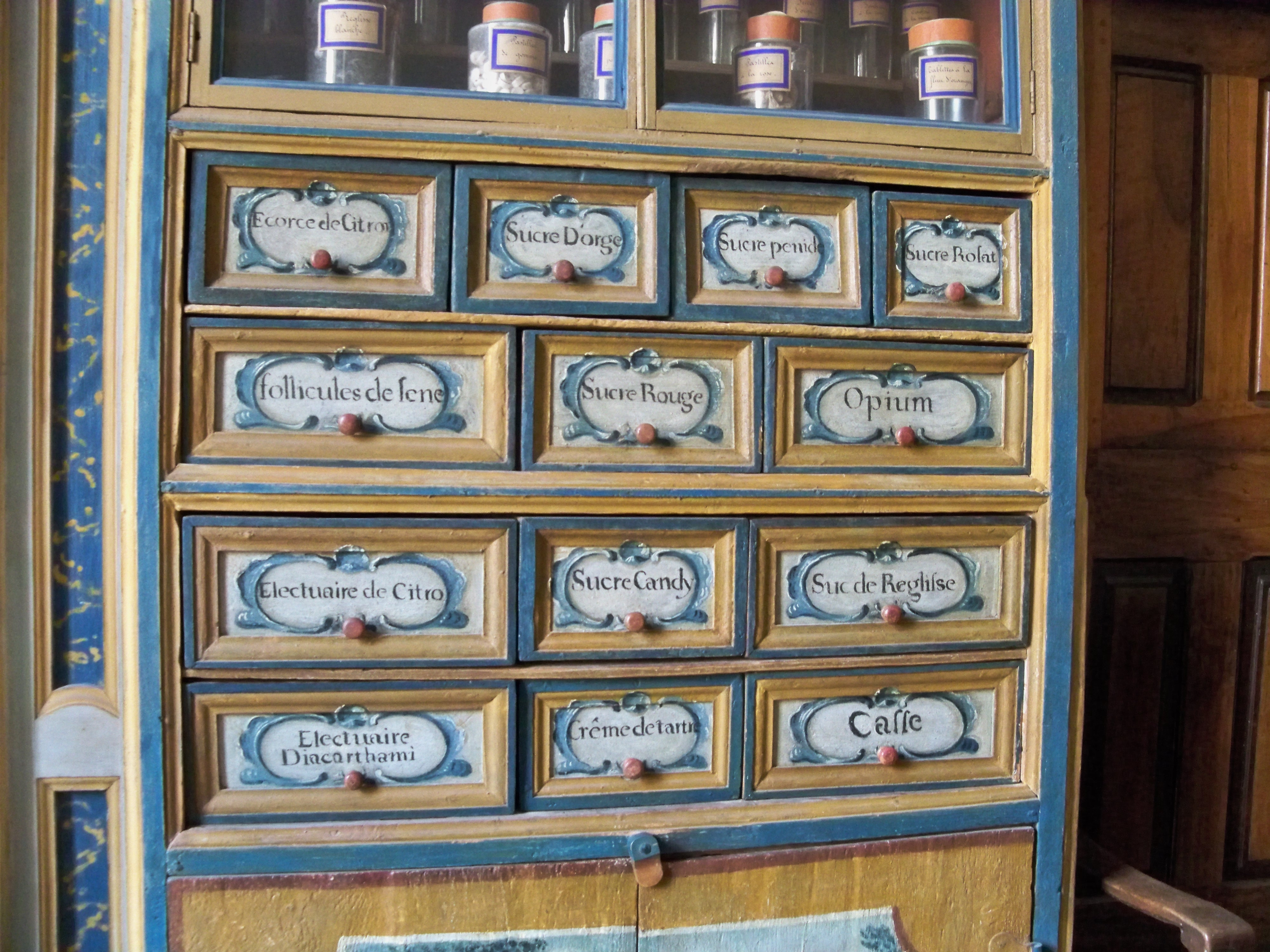
Tiroirs de la pharmacie marqués au nom des simples.

La pharmacie fut mise en service à l'hôtel-Dieu dès les débuts de l'institution. Son aménagement allait durer dix ans, de 1750 à 1760. Elle a gardé sa présentation initiale, composée de droguiers (meubles à 178 tiroirs et étagères) le long de trois des murs. Les décors de ses meubles sont dus en partie à Alexis Peyrotte. Ils portent la mention « Herbis non verbis fiunt médicamina vitae » (Pour porter remèdes aux maux, il faut des simples, non des mots) .
Joseph Siffrein Duplessis a participé au décor de la partie basse du mobilier, où il a représenté des singes apothicaires, ainsi qu'aux embrasures des portes, et au dernier mur de la pièce. Les pots servant à contenir les simples sortent des ateliers de faïenciers de Moustiers, Marseille et d'Apt. S'y ajoutent, plus ponctuellement, des pièces ouvragées à Montpellier et Nîmes, des pots verts d'Anduze, ainsi que des albarelli de Narbonne et de Lyon. La plupart des objets de cette pièce sont protégés au titre des monuments historiques .
Cette pharmacie, utile pour la vie de l'hôpital, était également ouverte sur l'extérieur. Elle servait aussi d'officine de soins pour les habitants de Carpentras. Pour ces derniers, le règlement des baumes et onguents tenait souvent compte de la situation sociale du malade, les paiements se faisant par le biais d'un tronc, dans l'une des tables de la pharmacie . 

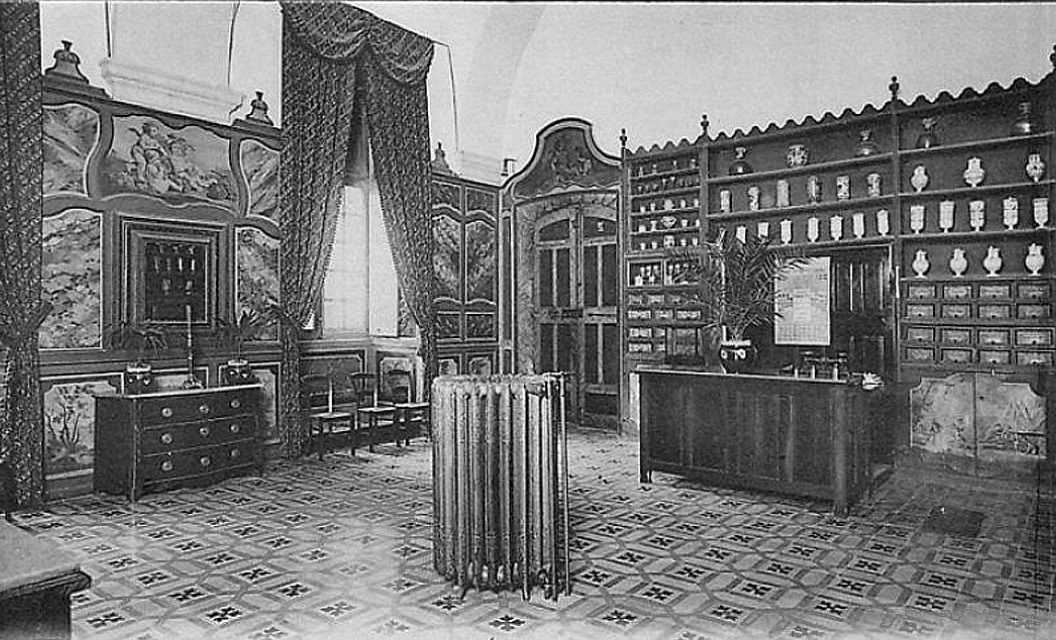
Pharmacie vers 1920.
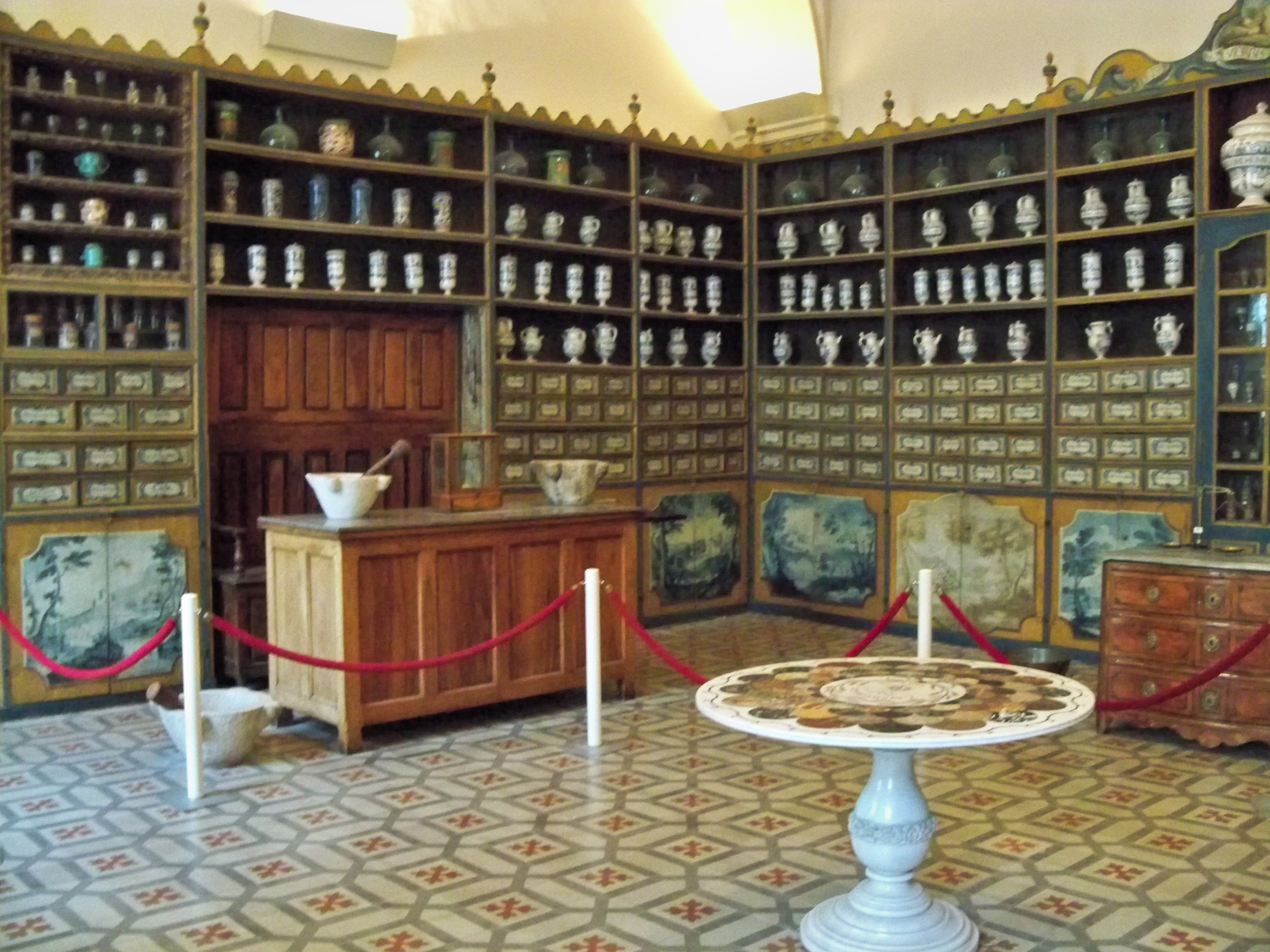
Pharmacie actuelle.
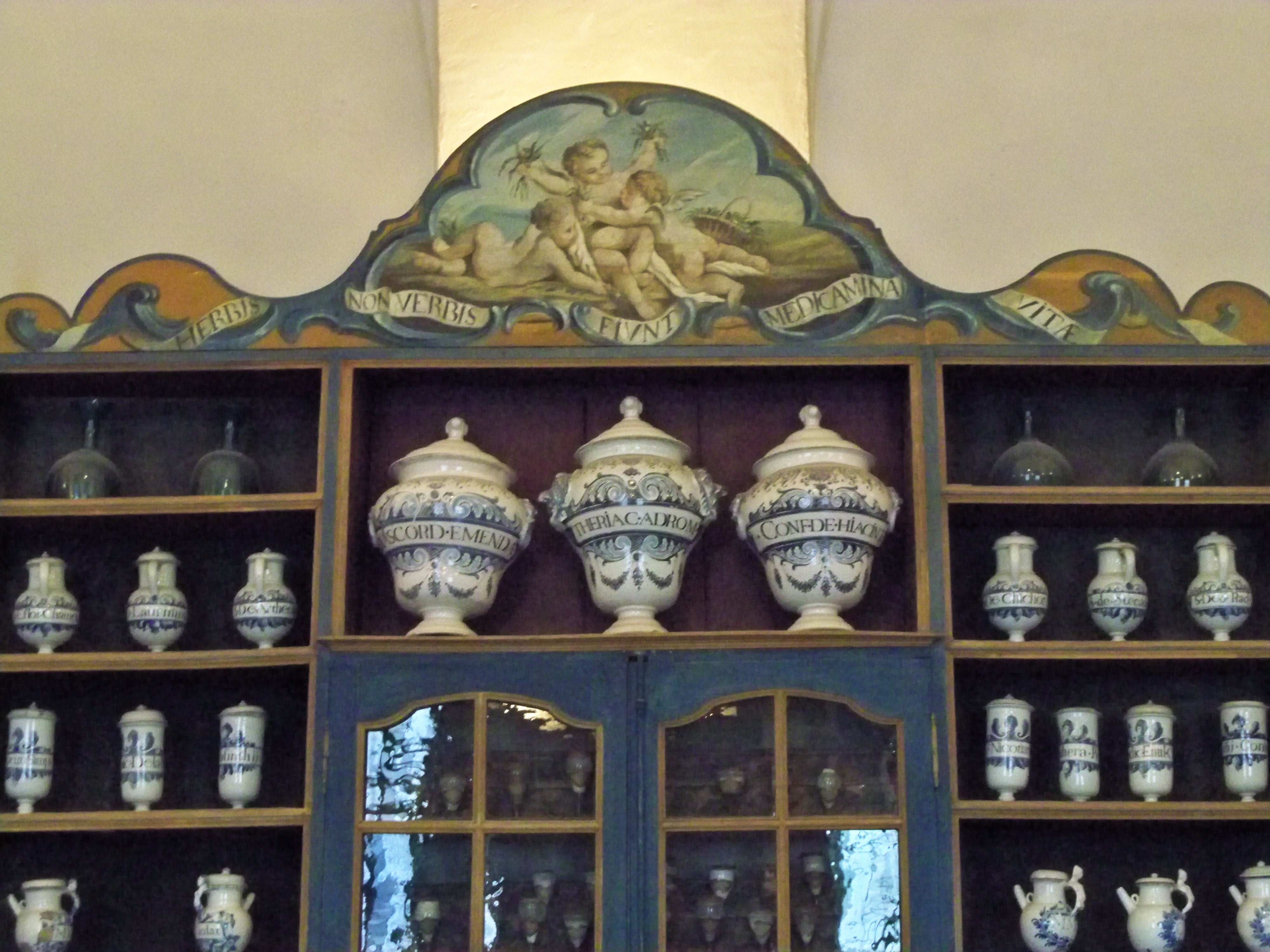
Quelques pots.
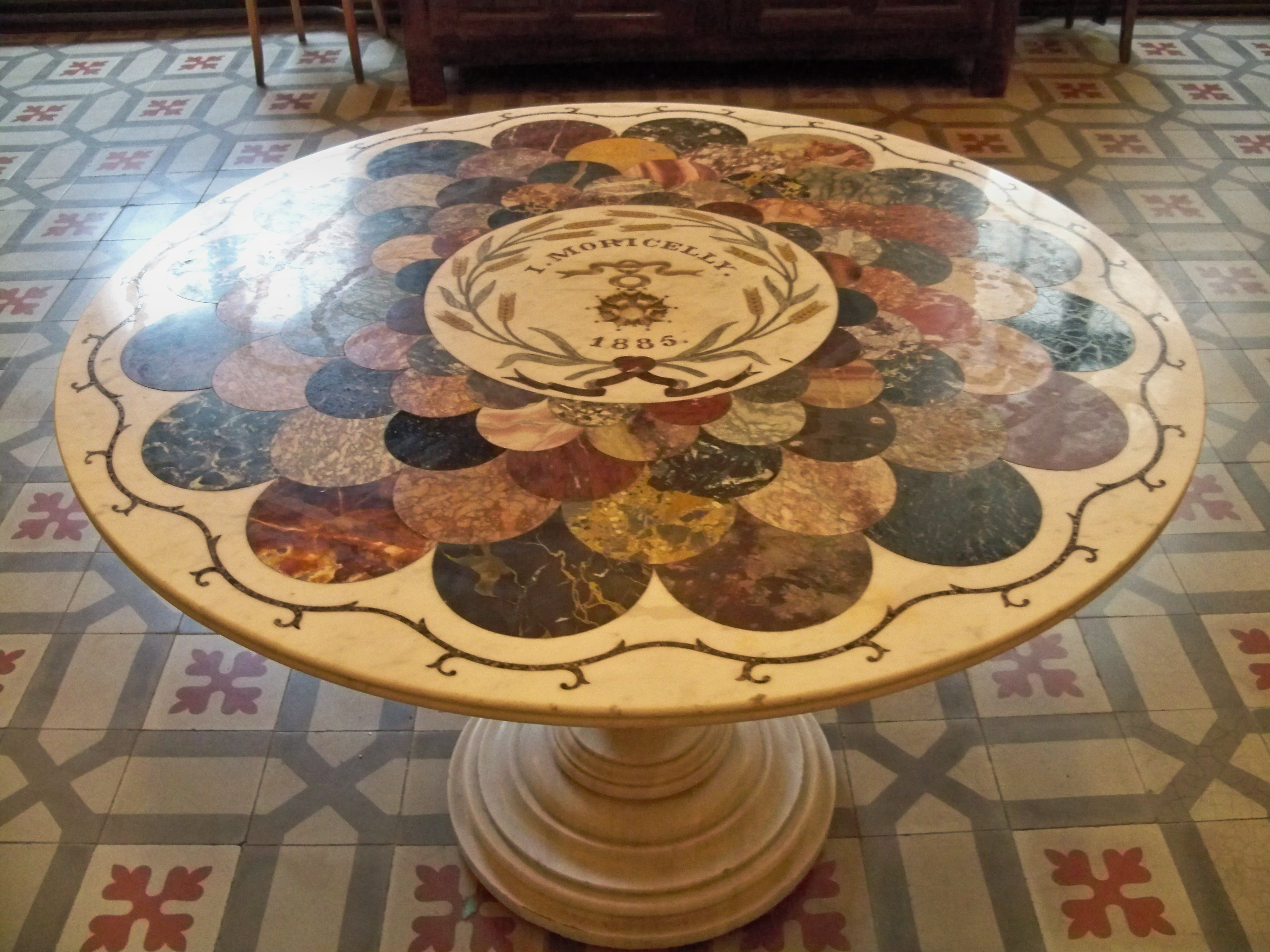
Table Moricelly, marqueterie de marbre.

### Salles de malades
Les salles de malades furent prêtes dès 1762. Elles occupaient sans séparation toute la longueur des ailes et au fur et à mesure de la venue des hospitalisés se partagèrent sur plusieurs lieux dans le bâtiment. Primitivement, elles étaient très élevées de plafond et couvertes de voûtes en berceau. Au rez-de-chaussée de l'aile sud de la cour d'honneur, la salle était réservée aux personnes en fin de vie. Dans cette perspective, les fenêtres côté cour ont été, dès l'origine, murées. Au premier étage de cette même aile, une salle commune était dévolue aux hommes. Les femmes, quant à elles, étaient logées dans l'aile nord, au premier étage, au-dessus de la pharmacie. Les premiers travaux de réfection de ces salles ont été entrepris en 1834 .

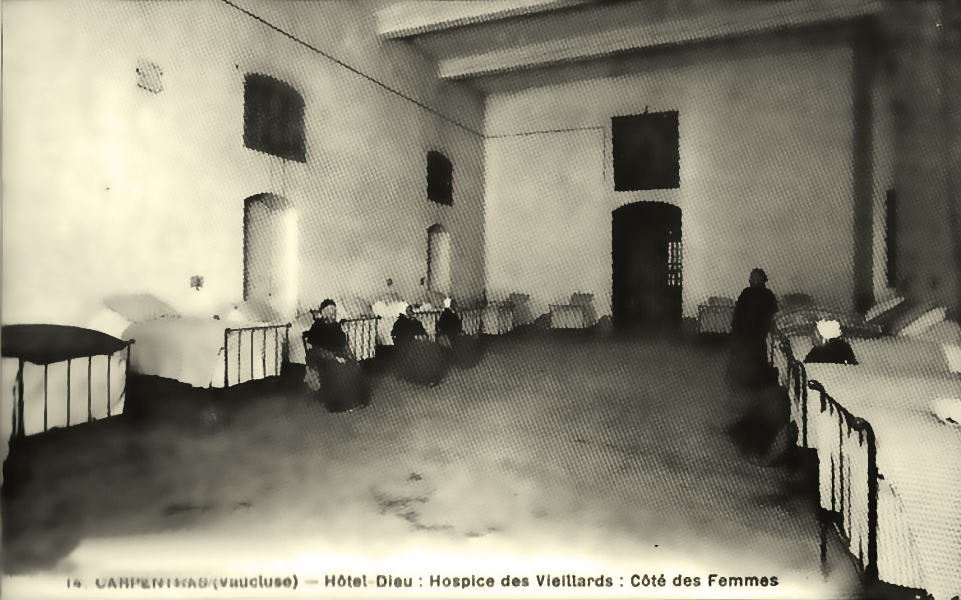
Salle des malades, côté femmes.
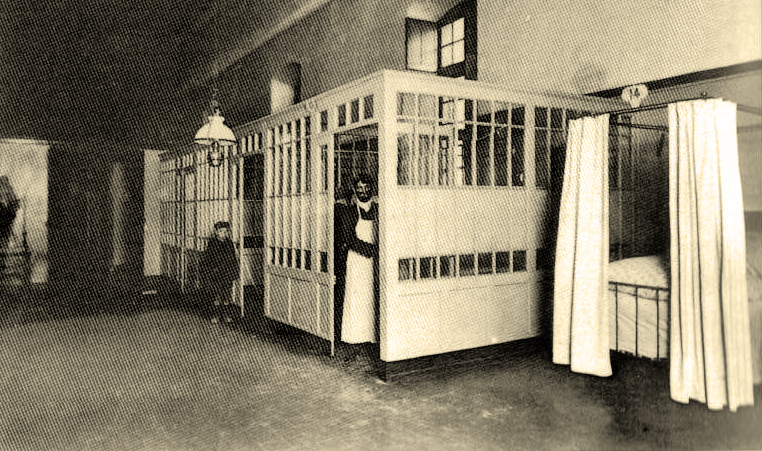
Isoloir des malades en 1900.
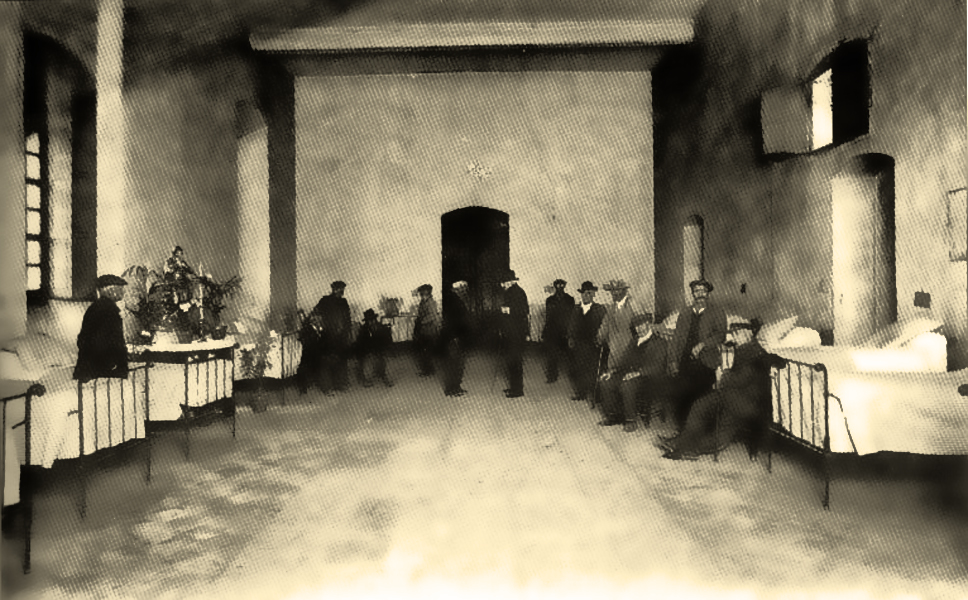
Salle des malades, côté hommes.

Entre leur mise en service et leur réfection au XIXe siècle, deux grandes critiques leur furent faites. D'abord jugées trop somptueuses, elles furent ensuite estimées trop vastes. Le premier grief trouve sa réponse dans l'état d'esprit du fondateur, dom Malachie ayant toujours affirmé que rien n'était trop beau pour les pauvres de son diocèse. Quant à l'ampleur des pièces et de leur accès, elle était nécessitée par les notions de prophylaxie de l'époque afin d'éliminer les odeurs porteuses de miasmes et de contagion.

## Services

### Administration de l'institution
Initialement, un collège de douze recteurs fut prévu pour gérer l'hôpital. Finalement, c'est un conseil de neuf membres qui lui fut substitué, avec trois religieux et six laïcs, présidé lors des réunions par le maire de Carpentras . La salle de réunion se trouvait au rez-de-chaussée dans l'angle sud-ouest de l'hôtel-Dieu. Avant les travaux de réfection de l'hôtel-Dieu, au cours des années 1960, elle servait de lieu d'exposition des portraits des personnes ayant joué un rôle essentiel dans la vie de l'hôpital. Il y avait, en particulier, un tableau représentant François de Lassone, le médecin de Louis XVI, peint par Duplessis,.

### Sœurs augustines et personnel hospitalier

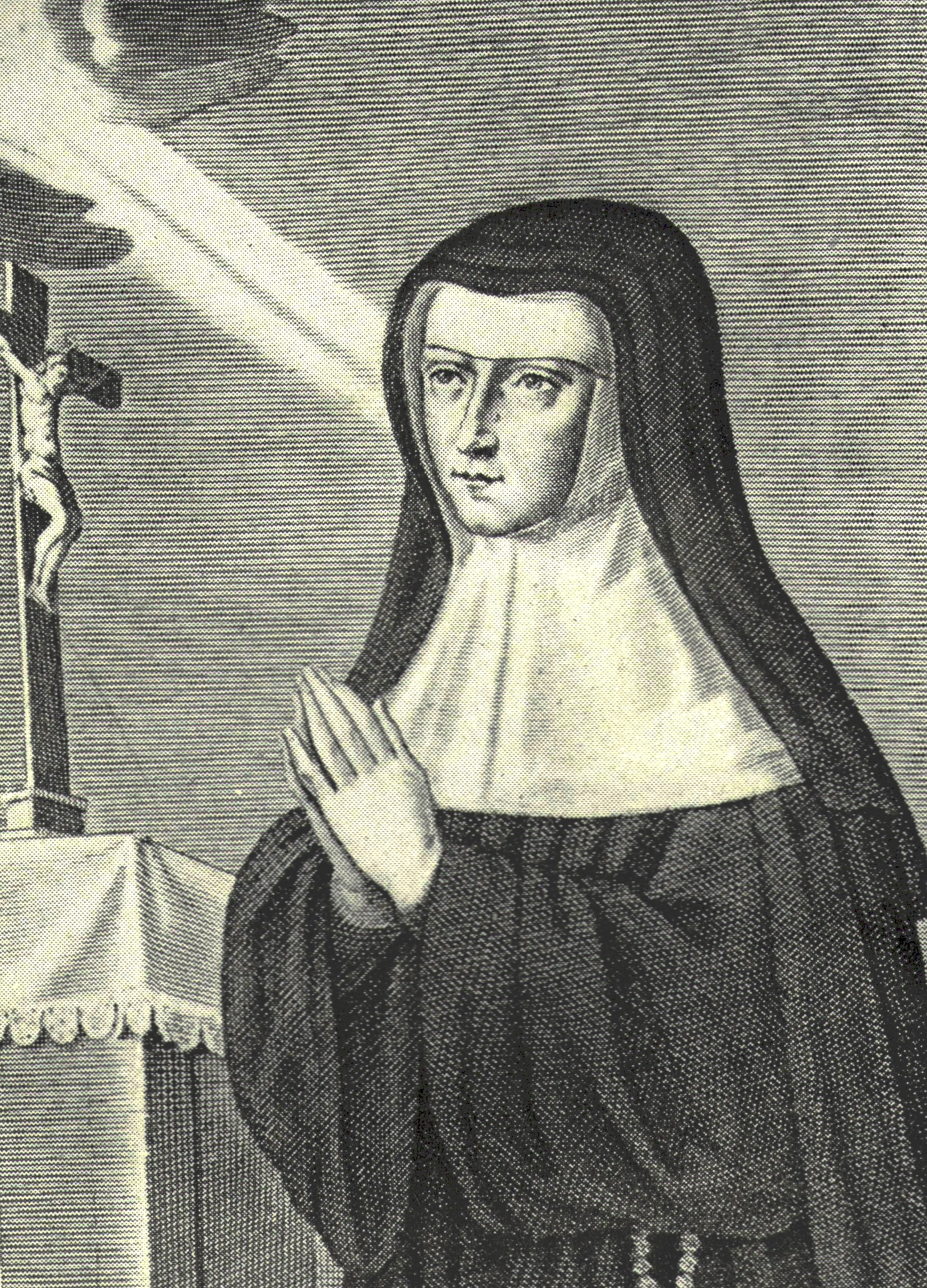
Chanoinesse de Saint-Augustin au XVIIe siècle.

La communauté des sœurs augustines de l'hôtel-Dieu de Carpentras a été fondée par Joseph-Dominique d'Inguimbert. Leur mission a été, dès le début, l'accueil, le service et le soin des malades. Cette communauté existait déjà, sous le nom de Sainte-Famille, dans le village de Caromb. Le curé Nicolas Barjavel y avait fondé une maison des pauvres, dès 1693. Lors de la peste de 1720, les sœurs de la communauté avaient accueilli les pestiférés dans l'hospice local.
Les nouvelles règles de leur congrégation furent édictées en 1736, par Joseph-Dominique d'Inguimbert. Il la plaça sous la règle de saint Augustin puis l'agrégea aux religieuses hospitalières d'Arles mais sans lien d'obédience. Ses nièces, sœur Marie de Saint-Véran et sœur Siffrène d'Inguimert, faisaient partie de l'ordre à cette époque. 
Désireux de transférer l'ordre dans son nouvel hôpital, où il avait fait installer un vaste monastère, d'Inguimbert se vit opposer le refus de M. Curnier, leur aumônier. Cette volonté fut respectée, jusqu'à la mort de ce dernier. Les augustines furent installées à l'hôtel-Dieu le 21 juillet 1734 et y restèrent jusqu'à la Révolution française. Elles quittèrent leur cloître en 1793. De retour lors de la première Restauration, elles n'en partirent définitivement qu'en 1976 .
Dans son testament, daté de 1755, dom Malachie indiquait que si la communauté des sœurs hospitalières dépassait quatre religieuses, celle-ci serait entretenue par leurs dots afin qu'elles ne soient pas à charge de la ville de Carpentras . Effectivement, durant la seconde partie du XVIIIe siècle, les dots, héritages et fonds acquis servirent à l'aménagement du couvent et de leur clôture. De plus, les chanoinesses de Saint-Augustin transigèrent avec le conseil de ville pour n'assurer que les soins corporels et spirituels des hospitalisés. La charge de la pharmacie dut être remise à une autre congrégation, les sœurs de la Miséricorde .

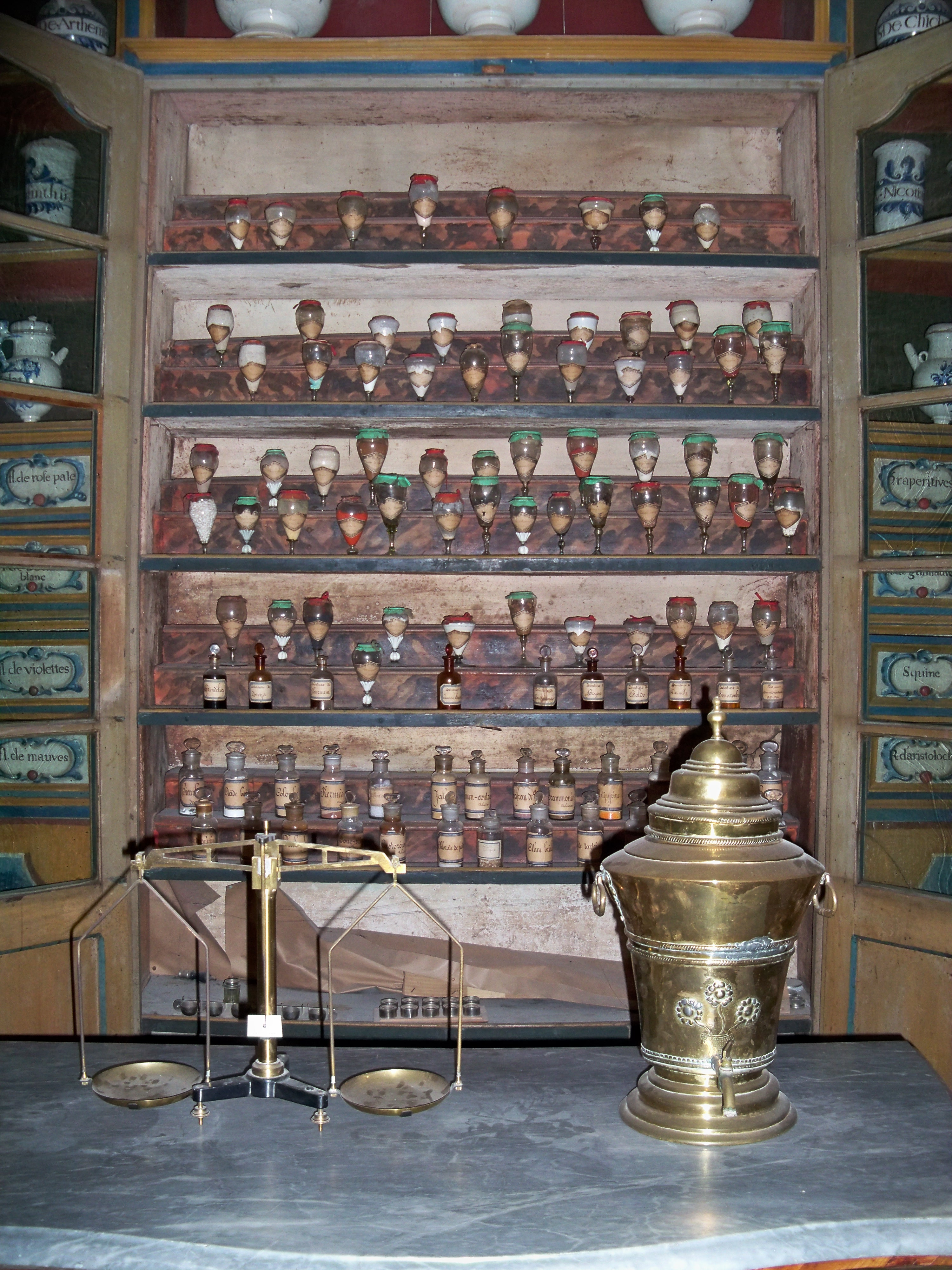
Instruments du XVIIIe siècle ayant servi à la pharmacie.

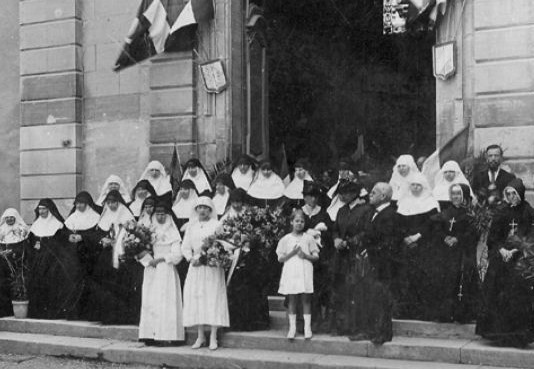
Remise de décorations aux augustines de Carpentras en 1918.

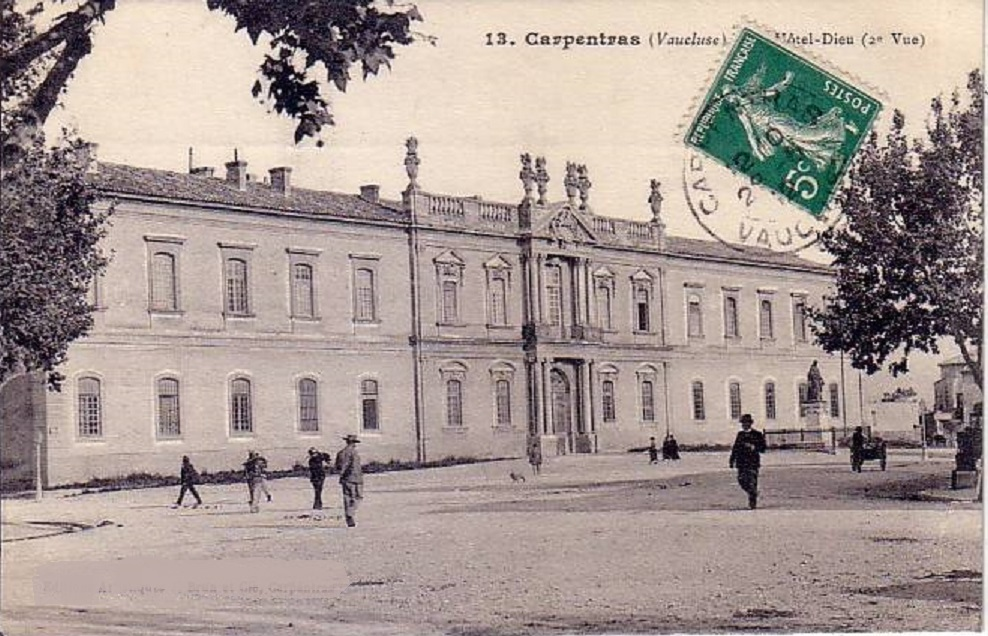
Hôtel-Dieu de Carpentras au début du XXe siècle.

Les hospitalières prirent possession de leur couvent au printemps 1764. Les recteurs de l'hôtel-Dieu consignèrent, en date du 21 juillet 1764, les droits et devoirs des parties. Il était convenu que les sœurs, en contrepartie de leurs soins aux malades, auraient la jouissance du monastère, de son jardin et de ses dépendances. Leur couvent étant livré en l'état, elles auraient à charge toutes dépenses qu'elles engageraient dès lors. Si elles pouvaient administrer leurs biens propres, elles n'avaient aucun droit de regard sur l'administration hospitalière ou la direction du personnel. Par contre, les recteurs leur alloueraient annuellement une subvention de 80 livres pour approvisionner et fournir la pharmacie et ils nommeraient les sœurs qui y seront affectées. Ce qui fut accepté .
Lors de la réunion du Comtat Venaissin à la France, les lois républicaines s'appliquèrent aux hospitalières qui durent reprendre leur nom de jeune fille et revêtir l'habit séculier. L'importance des bâtiments fut prise en considération par les autorités militaires qui y placèrent en masse leurs blessés. Cet afflux perturba le service et les vingt-trois hospitalières qui étaient restées sur place quittèrent les lieux le 8 mars 1793 nanties d'une rente viagère sur leurs biens confisqués .
La communauté resta dispersée durant un quart de siècle. Elle se reconstitua, en 1816, avec la  Restauration . Prenant en considération l'appui du conseil municipal de Carpentras, l'administration des cultes les autorisa, en 1817, à revenir à l'hôtel-Dieu . Le retour n'eut pourtant lieu que le 29 septembre 1818. Il avait fallu que les demandes pressantes de la municipalité faites en février, mai et juillet fussent soutenues par le sous-préfet de Carpentras et le préfet d'Avignon, pour que l'autorisation royale fût signée le 10 août .
Les dix nouvelles chanoinesses n'ayant aucune formation hospitalière se contentèrent d'ouvrir une pension pour dames âgées. Pour être admise, chaque pensionnaire dut faire réparer ou restaurer la chambre qui lui était dévolue, régler annuellement une forte pension et la compléter par des dons. En dépit de ces exigences, la situation financière fut jugée précaire. Pour augmenter leurs ressources, les augustines se tournèrent vers l'enseignement. Elles se consacrèrent pendant des décennies à l'éducation des jeunes filles. Après des années, aucune d'elles n'ayant été formée pour assumer une charge hospitalière, le personnel civil continuait à s'occuper de tous les services. Il fallut attendre la mort de Claire Romette, qui avait dirigé pendant 53 ans la pharmacie pour que, sur ordre des administrateurs, trois chanoinesses fussent envoyées à Arles pour être formées par leurs consœurs. Après leur retour, et placées sous la tutelle d'une ancienne pharmacienne, elles se virent confier la pharmacie. Un contrat leur en donna l'entière responsabilité le 30 décembre 1850 .
Le pensionnat religieux pour jeunes filles ferma ses portes en 1861. La congrégation redevenue totalement hospitalière comptait trente-deux religieuses dans les années 1890. Sur cet effectif, quatre s'occupaient des chambres des malades, trois de la pharmacie, quatre de la cuisine et trois de la lingerie . Ce retour à leurs fonctions hospitalières incita les administrateurs à faire un geste. En 1910, le chauffage central fut installé à l'économat, dans la chapelle et dans la pharmacie .
L'hôtel-Dieu eut vocation d'accueillir les blessés de la Première Guerre mondiale. Le premier convoi, comprenant trente-deux soldats, arriva le 17 août 1914 . Une semaine plus tard, les services médicaux du XVe corps d'armée réquisitionnèrent les deux grandes salles du premier étage. Le 17 décembre, on comptabilisa cent vingt malades ou blessés militaires. Ceci permit de créer à l'intérieur de l'hôtel-Dieu l'hôpital militaire 65 bis .
Dès le début de l'année 1915, la situation économique devint préoccupante tant pour assurer la livraison des denrées que des fournitures. En mars, il fut fait appel au conseil général pour une subvention. Il fallut attendre mai 1916 pour voir diminuer l'afflux des blessés . En 1917, le cantonnement à Carpentras du 1er régiment de tirailleurs algériens et le retour des blessés évacués de Salonique gonflèrent à nouveau le nombre des hospitalisés militaires. Les salles du second étage furent aménagées pour les civils tandis que les combles situés au-dessus de la pharmacie, des salles d'opérations et du logement de l'économe furent transformés pour recevoir de nouveaux malades . Si la fin de la guerre mit un terme à l'arrivée des blessés venus du front, les nouvelles salles de l'hôpital accueillirent les malades atteint de la grippe espagnole à la fin 1918. Mais il fallut attendre octobre 1919 pour voir fermer l'hôpital militaire 65 bis avec le départ des prisonniers de guerre du camp de Serres, quartier excentré de Carpentras .

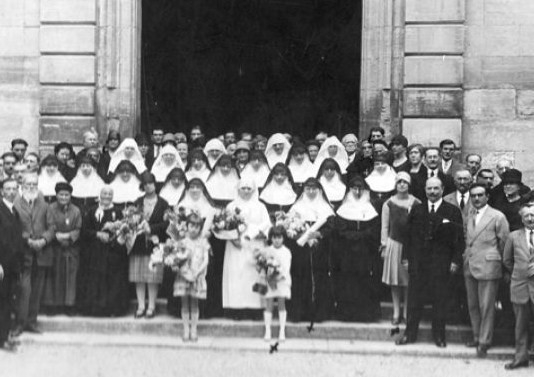
En 1928, remise de la médaille honneur de l'Assistance publique à sœur Marie-Gabriel en présence d'Henri Dreyfus.

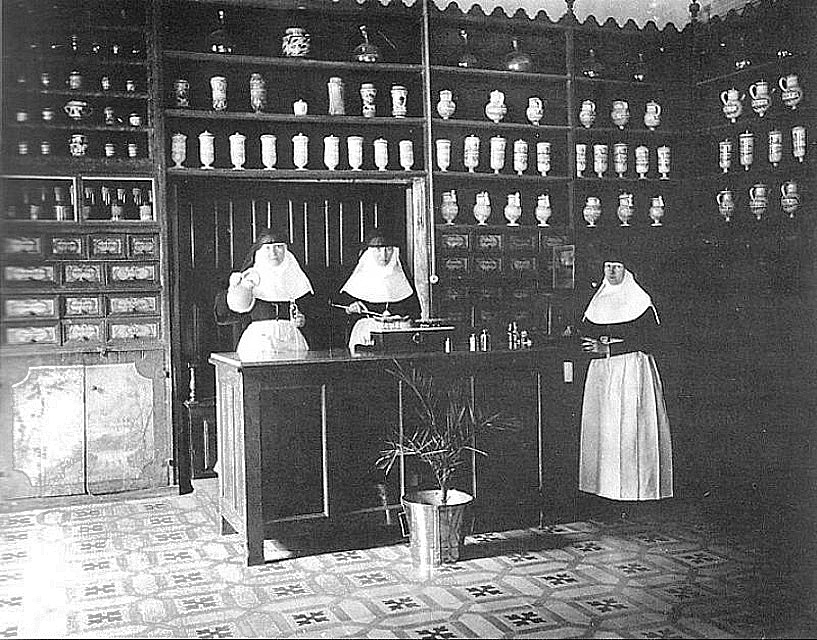
Pharmacie de l'hôtel-Dieu de Carpentras en 1930, au centre sœur Marie-Gabriel.

L'entre-deux-guerres permit, dans les années 1920, d'installer partout le chauffage central, l'électricité et les bains-douches. Un service de chirurgie fut ouvert en avril 1931, près des salles d'opération. De septembre 1939 à mars 1940, une épidémie de diphtérie fit hospitaliser soixante-dix malades dont huit succombèrent . Cette épidémie et la guerre qui arrivait mirent un terme au projet de « l'œuvre pour l'enfance » que défendaient conjointement la commission administrative des hospices et Henri Dreyfus, maire de Carpentras. Celui-ci avait donné ses raisons dès 1938, en « considérant que la construction de ce bâtiment, étant donné la crise actuelle qui s'aggrave de jour en jour, est indispensable à la classe ouvrière et permettra aux femmes des travailleurs qui ont des enfants en bas âge de pouvoir se livrer à un travail rémunéré » .
Dès septembre 1939, l'hôtel-Dieu prit le statut d'hôpital mixte : 250 lits furent réservés pour les militaires et 100 pour les malades civils. Un bureau militaire fut installé à l'entrée. Au cours de la seule année 1940, ce furent 1 289 militaires, venus de toute la France, qui passèrent par Carpentras. Mais à partir du mois de juin seuls furent admis les blessés de guerre. Face à un tel afflux l'école primaire supérieure de jeunes filles (futur lycée Victor-Hugo) fut déplacée à la Charité. Ces locaux libérés accueillirent un hôpital complémentaire et le bureau militaire y fut installé dans de nouveaux locaux .
Pour faire face aux restrictions, la commission administrative se réunit le 6 janvier 1941. Depuis le 11 décembre précédent, elle était sans président, par suite de la suspension du conseil municipal par le régime de Vichy et de l'internement de son maire Henri Dreyfus à Drancy. Augustin Courveille, économe titulaire qui faisait fonction de directeur, était quant à lui prisonnier en Allemagne et ne fut libéré qu'en octobre. La commission décida la création d'un service d'isolement , ce qui permit de dégager soixante lits à l'usage des vieillards. Ne furent admis que les incurables qui jouissaient d'un faible revenu. Ils durent d'ailleurs rétrocéder celui-ci à l'hospice qui, en contrepartie, leur octroyait un pécule modique tous les mois .
Les années 1943 et 1944 virent l'occupation de la zone sud et l'hôpital annexe devint un hôpital allemand jusqu'à la libération de Carpentras le 25 août 1944 . À la fin de la Seconde Guerre mondiale, l'effectif des hospitalières chuta à dix-huit .
En 1955, l'hôtel-Dieu employait quatre-vingt-six personnes, dont soixante-seize civils et onze religieuses . Le statut de celles-ci fut changé et leurs indemnités indexées sur le traitement du personnel laïc . Les chanoinesses, réduites au nombre de cinq, quittèrent définitivement leur couvent de l'hôtel-Dieu le 28 août 1976. Leur jardin potager fut racheté par la mairie qui le transforma en « parking sous l'hôpital » et leur couvent fut restructuré pour accueillir cent trois nouveaux lits .

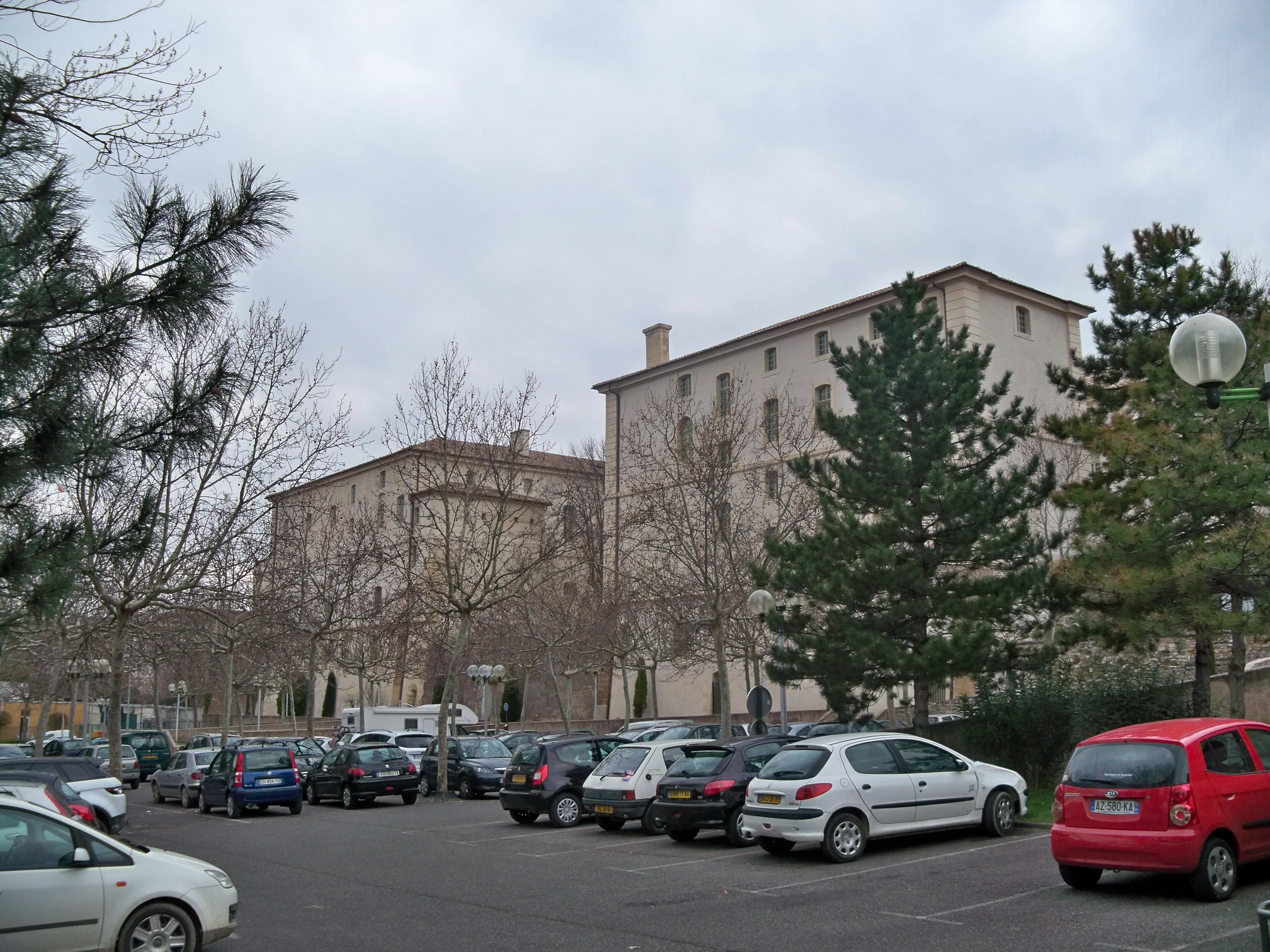
Actuel parking sous l'hôpital.

### Ressources
Les ressources de l'Hôtel Dieu étaient diverses. 

Les donatifs
Les personnes reconnaissantes envers l'institution, ainsi que leurs familles, faisaient don à l'hôpital de sommes plus ou moins importantes et un panneau de remerciements était apposé dans une galerie. Ces panneaux, présentés sous forme de peinture, sont aujourd'hui au nombre de 285, tous protégés, dans leur ensemble, au titre des monuments historiques,.
Les troncs de dons
Ils sont au nombre de cinq : l'un dans la pharmacie, en paiement des médicaments des malades extérieurs, deux dans la façade de l'hôtel-Dieu, de chaque côté de la porte principale, et deux dans la chapelle affectée aux offices religieux.

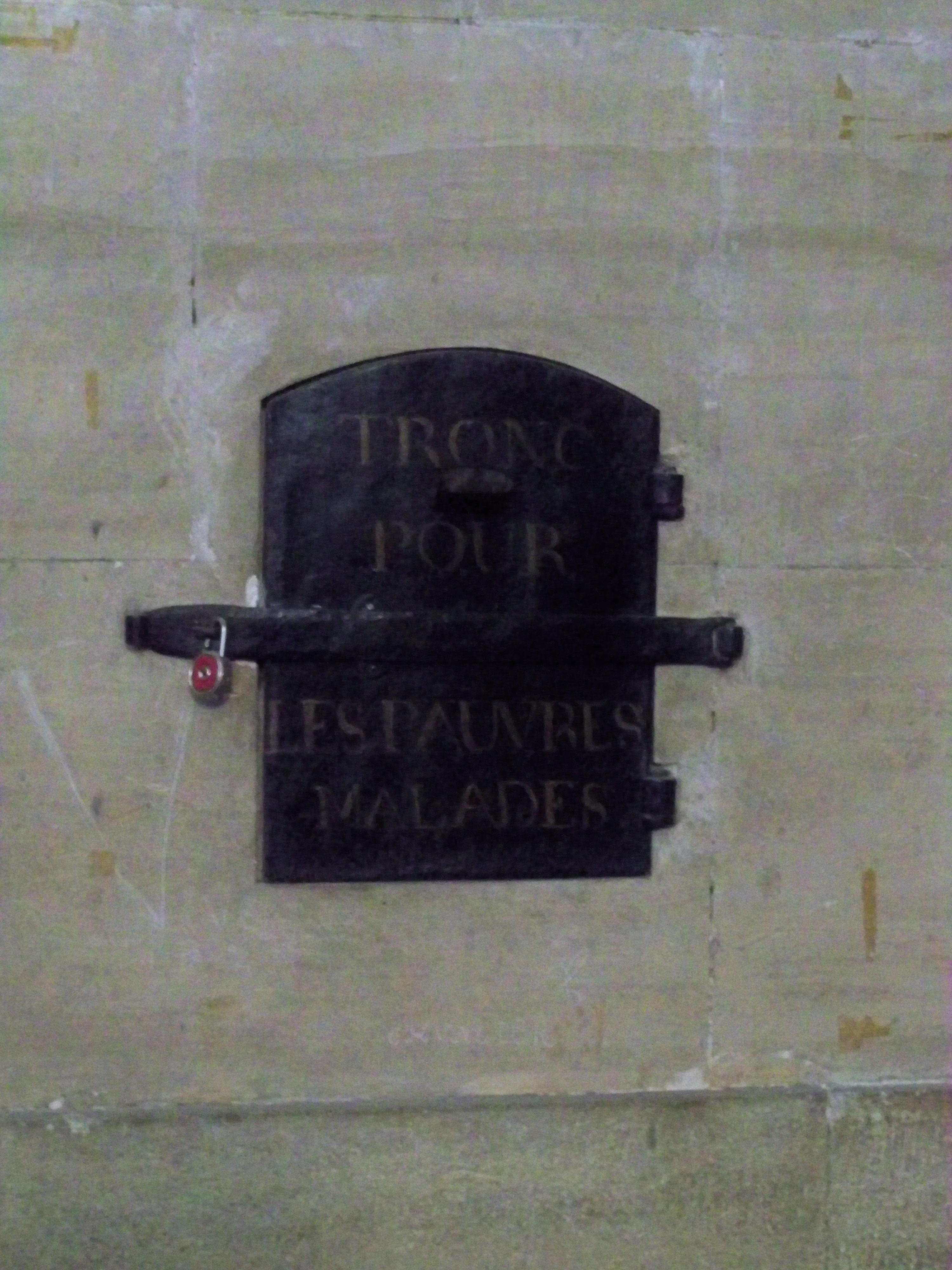
Tronc de la chapelle.
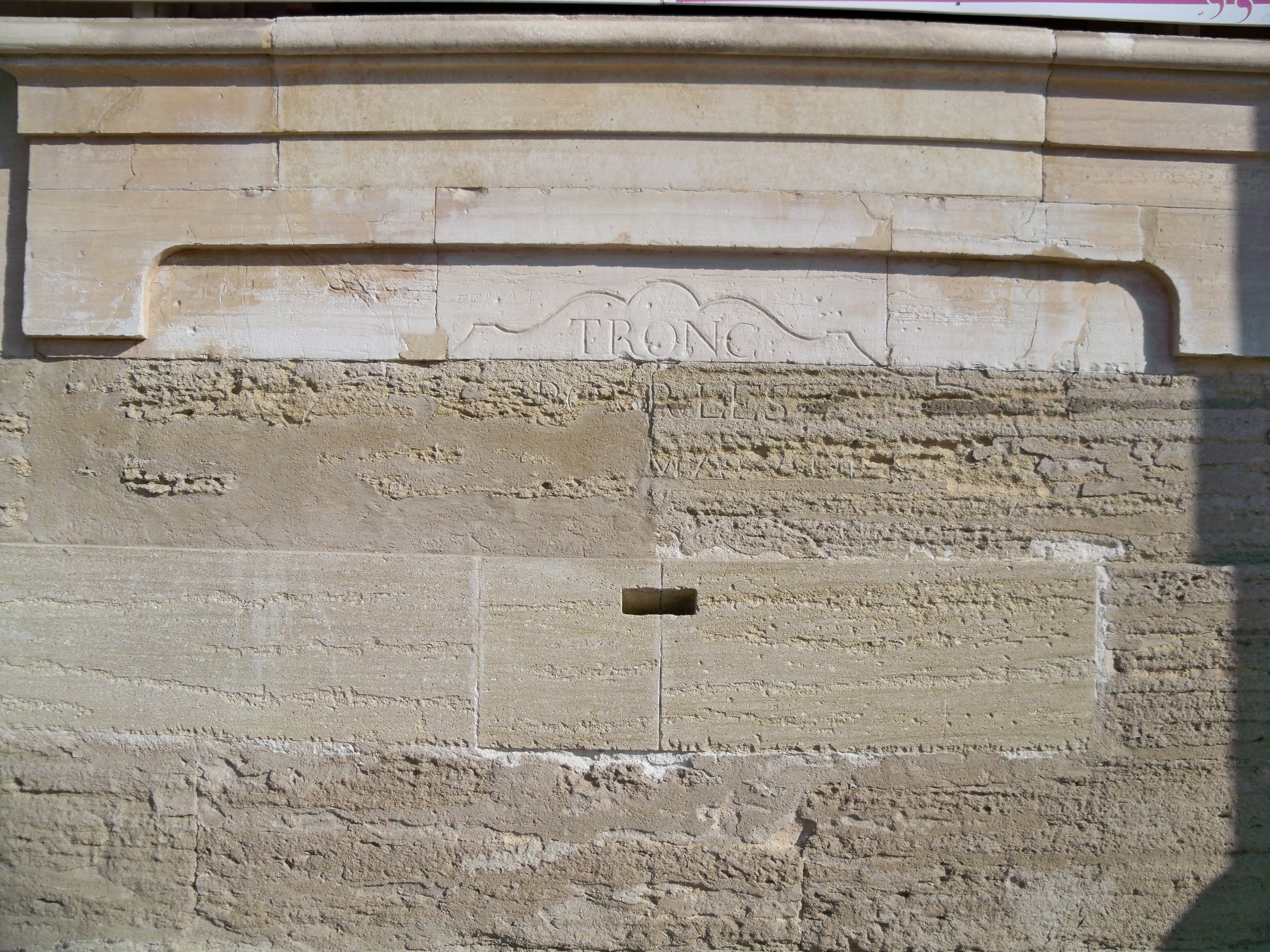
Tronc de la façade.
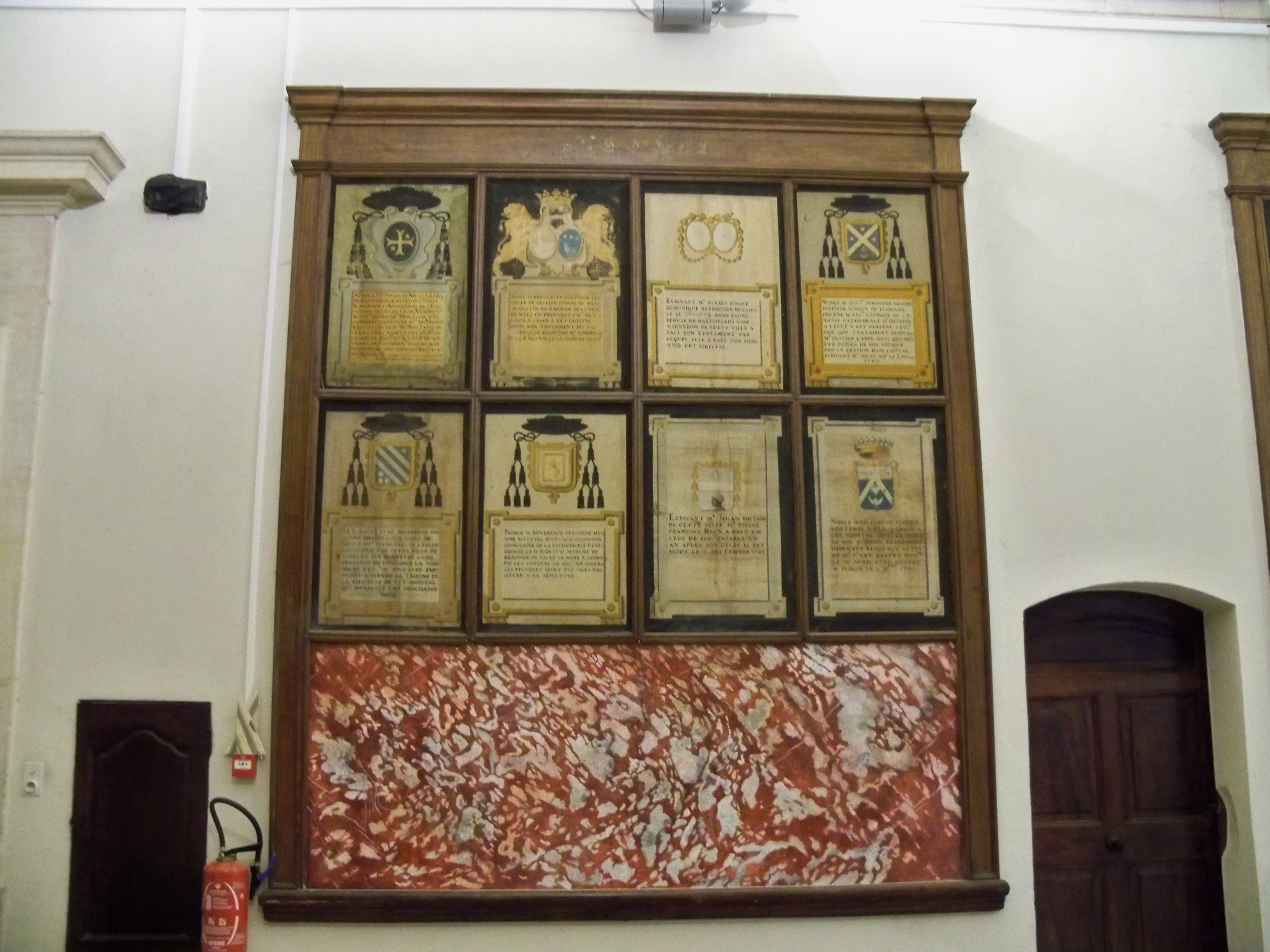
Quelques-uns des panneaux de donatifs.

## Restauration, projets et aménagements

### Incendie de 1847
Une salle de bain était installée à l'extrémité d'une des salles de malades. Elle comportait notamment un fourneau, prévu pour le chauffage de la chaudière, dont le conduit d'évacuation longeait le mur, et passait au ras des poutres de la salle. En cet été particulièrement chaud, le feu prit rapidement à partir d'une poutre, puis gagna la charpente du bâtiment à l'insu des occupants. Ce furent les flammes dépassant de la toiture qui alertèrent les passants. Ceux-ci commencèrent à faire évacuer les locaux. Malheureusement, les seules pompes de la ville ne suffisaient pas. Le feu devint visible de plus en plus loin, ce qui, joint à l'efficacité d'un coursier, permit aux pompiers de Monteux et d'Avignon d'arriver rapidement. Alors que les pompiers, aidés par les habitants de la ville, œuvraient pour tenter d'éteindre le feu, les ailes des malades, femmes et hommes, purent être totalement évacuées. En revanche, les sœurs du couvent refusèrent dans un premier temps de sortir, à cause du caractère « reclus de leur ordre ». Elles finirent toutefois par accepter afin de laisser pénétrer les secours. En plus d'une heure, le feu détruisit la quasi-totalité de la toiture, ainsi qu'une partie de l'escalier et du hall d'honneur ,.
Depuis 1842, le bâtiment était assuré, pour sept ans reconductibles, auprès de la « Compagnie royale d'assurance », contre l'incendie et les dégâts causés sur le patrimoine mobilier et immobilier. Le conseil municipal de Carpentras, comme les administrateurs de l'hôpital, s'inquiétèrent néanmoins, craignant que le contrat ne couvrît pas suffisamment le risque d'autant que le trésorier avoua avoir omis de payer la dernière quittance dans les temps. Un arrangement fut alors réalisé avec le courtier local. La valeur vénale et le montant des dégâts furent estimés par les experts à 360 000 francs, le bâtiment n'étant assuré qu'à hauteur de 300 000 francs. Un appel à souscription, par voie d'affiche, fut alors lancé avec succès .

### Monument historique

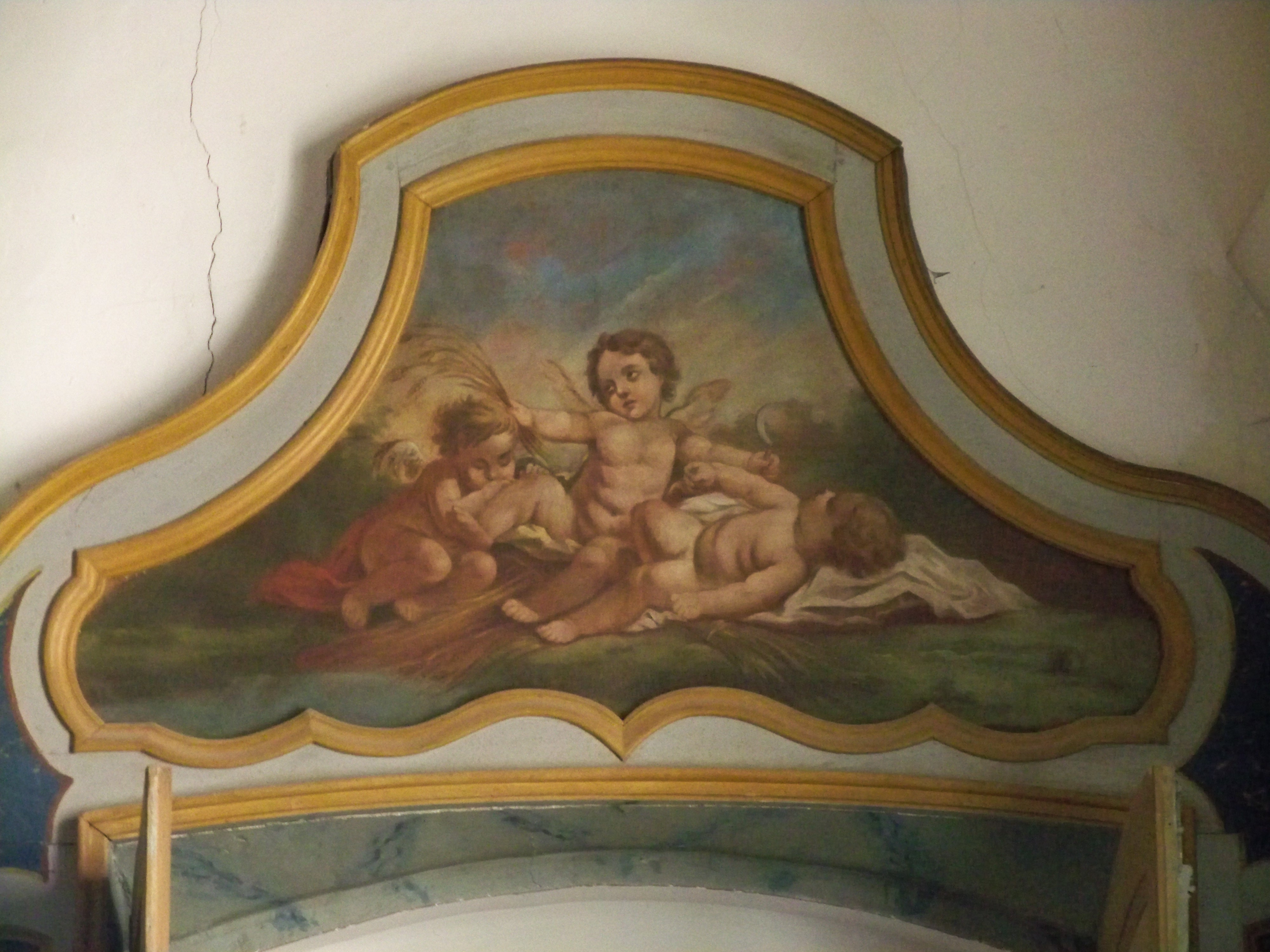
Lambris peint par Joseph Siffrein Duplessis.

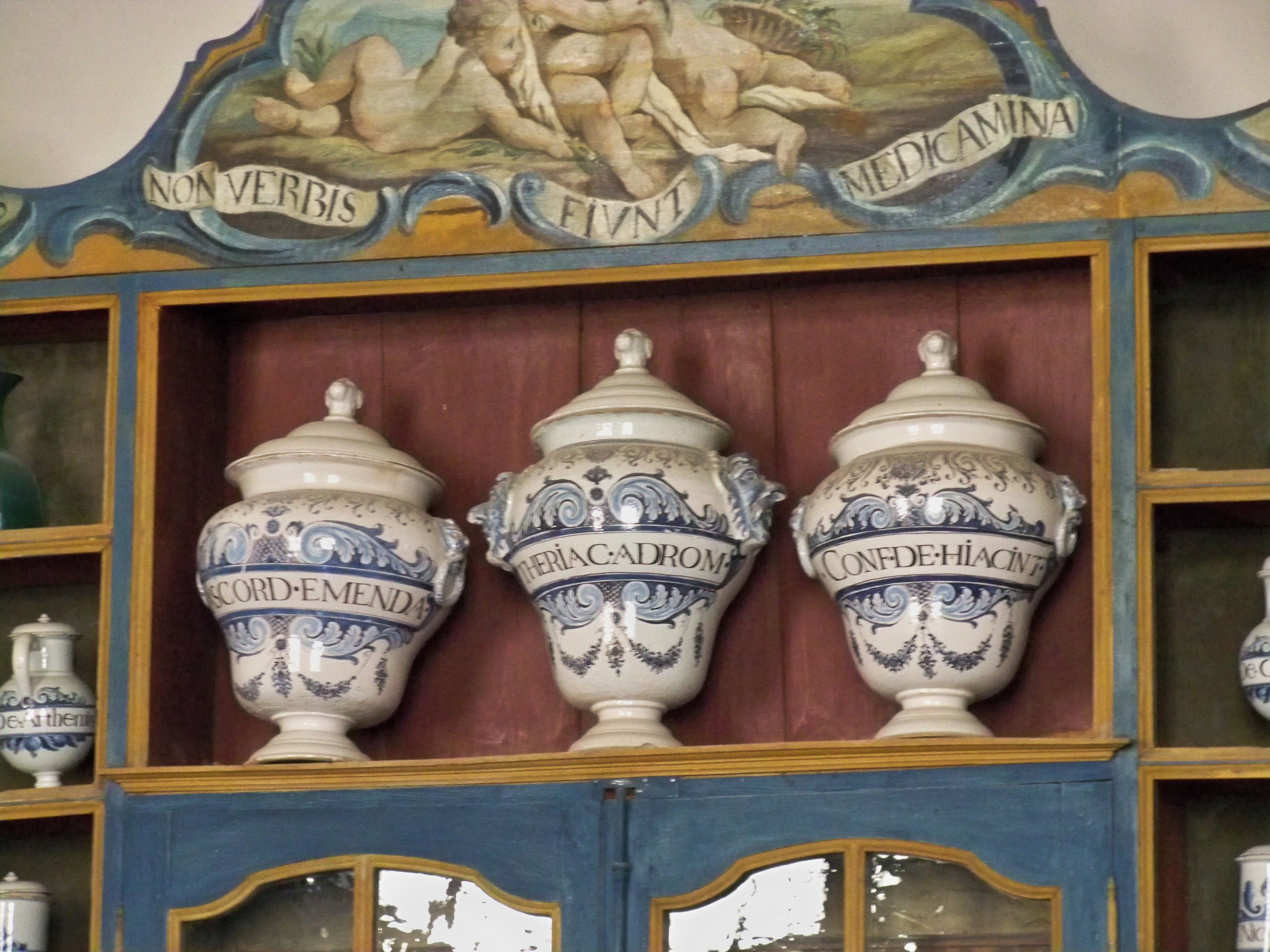
Pots en faïence de Moustiers.

La protection du bâtiment et de ses mobiliers fut décidée dans la seconde moitié du XIXe siècle. L'hôtel-Dieu fut classé au titre des monuments historiques, en 1862. De plus, la richesse de ses ornements et tableaux dus à Pierre Parrocel, Alexis Peyrotte, Joseph Siffrein Duplessis, Pierre de Champeville, des objets de culte, ainsi que des faïences et albarelli rares de la pharmacie, furent pris en compte. Soixante-deux de ces objets furent classés au titre des objets historiques sur la base Palissy.

### Rénovations d'Isidore Moricelly

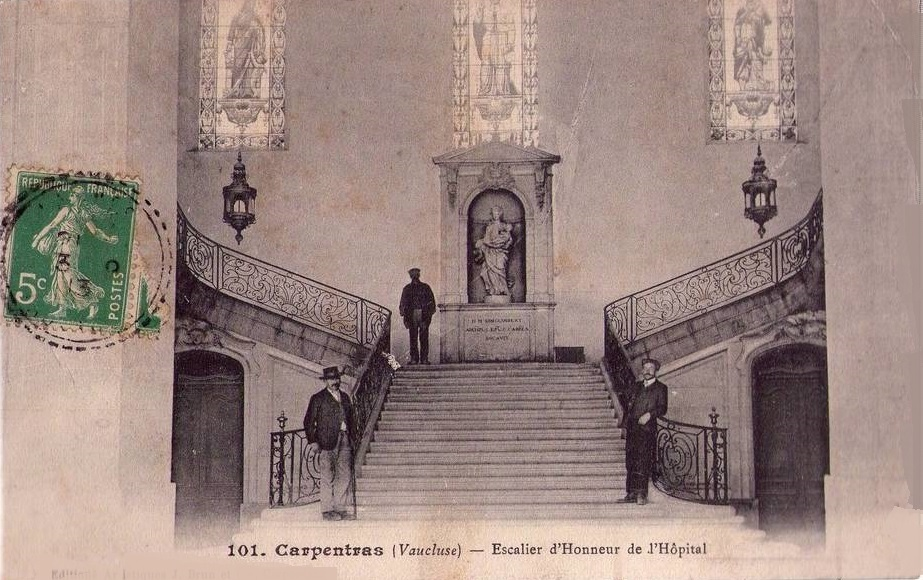
Escalier d'honneur de l'hôtel-Dieu après sa réfection par Isidore Moricelly.

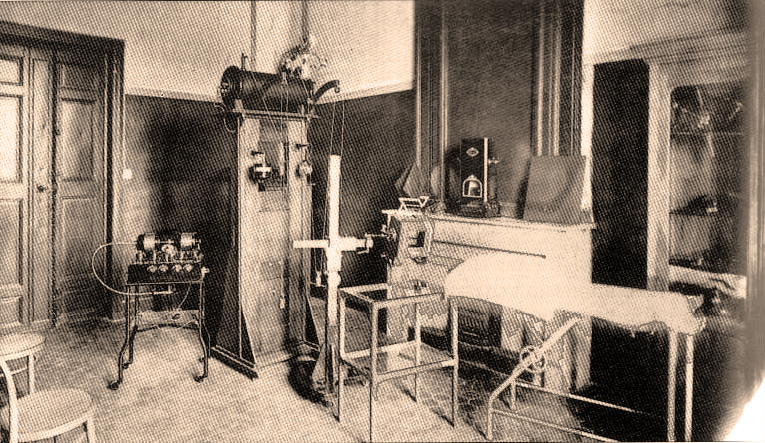
La première salle de radiographie, installée en 1900.

Isidore Moricelly, fils d'un boulanger carpentrassien, était né le 14 mai 1830. À l'âge de 17 ans, il prit la route pour faire son tour de France, dans la spécialité paternelle. Après une année passée à Paris où il se perfectionna et fréquenta les bibliothèques et musées, il s'installa en 1858 à Marseille, comme ouvrier boulanger, puis il ouvrit sa propre boulangerie. Il se maria en 1859 puis s'installa comme minotier, en 1860 .
Il fit rapidement fortune grâce à son esprit d'innovation. Il fit breveter en 1870 un « sasseur mécanique à courant d'air comprimé », publia plusieurs brochures et rapports sur le commerce du blé, et reçut de nombreux prix aux expositions universelles et industrielles. Il fut fait chevalier de la Légion d'honneur en 1885, puis officier en 1891. Cette même année, il devint propriétaire de deux usines de minoterie à Marseille, employant dix-neuf personnes.
N'ayant pas d'enfants, il décida d'employer sa fortune pour le bien de sa ville natale, tant du côté du musée que pour la réfection de certaines parties de l'hôtel-Dieu. Il finança notamment la rénovation du hall d'honneur, en faisant refaire le sol, et intégra les trois vitraux, dont celui représentant monseigneur d'Inguimbert. L'ensemble de la structure du bâtiment fut également consolidé. Enfin, il fit changer l'intégralité des fenêtres. À sa mort, la ville de Carpentras devint son héritière universelle, afin, selon ses désirs, d'en faire bénéficier les bâtiments et la culture locale.

### Modernisations duXXesiècle
Il fut décidé par la ville de Carpentras qu'une partie des fonds du couple Moricelly serait affectée à la construction d'une maternité. L'inauguration de cette clinique d'accouchement et du pavillon de la maternité dans lequel étaient regroupées les œuvres de l'enfance eut lieu le 15 juillet 1934. Tous les notables du département furent invités et le maire de Carpentras, Henri Dreyfus, découvrit le bronze coulé en l'honneur des époux Moricelly. La direction de la maternité fut confiée à Rose Courveille, sœur Marie-Gabriel en religion, qui l'assuma jusqu'à sa mort, le 5 décembre 1946. Elle venait d'être distinguée quelques années plus tôt de la médaille d'honneur de l'Assistance Publique pour ses qualités de pharmacienne, infirmière et sage-femme .
L'amélioration des normes sanitaires, notamment dans la seconde moitié du XXe siècle, imposa une modernisation de l'hôtel-Dieu. Les travaux commencèrent en 1961, par l'aménagement de l'aile Hommes. Les fenêtres du côté de la cour d'honneur, prévues originellement et qui avaient été condamnées, furent ouvertes. Ceci permit de transformer la salle commune en chambres individuelles, au droit de chaque fenêtre. Les travaux sur le reste du bâtiment furent plus compliqués à organiser, l'édifice étant classé au titre des monuments historiques. L'extension de 600 m2 fut donc faite en sous-sol pour y loger réfectoires et chaufferie. Une seconde tranche des travaux réaménagea les blocs opératoires et permit l'installation de téléphones et télévisions dans les chambres .

## L'hôtel-Dieu auXXIesiècle

### Déménagement des soins
Les besoins de modernisation de l'hôpital nécessitaient à la fois de la place et un bâtiment plus moderne. Il fut décidé d'implanter un pôle santé, mi-privé mi-public, à la sortie ouest de la ville. L'emplacement permettait une meilleure accessibilité par la voie rapide en provenance d'Avignon et le contournement de Carpentras, en cours d'achèvement. Cet hôpital et sa maternité n'ont plus une dimension communale mais cantonale. Le nouveau pôle santé fut inauguré en décembre 2001. C'est le premier pôle santé public-privé ouvert en France. Le déménagement dans les nouveaux locaux s'effectua en 2002 et impliqua la fermeture de l'hôtel-Dieu, en tant que centre hospitalier et son ouverture à d'autres fonctions.

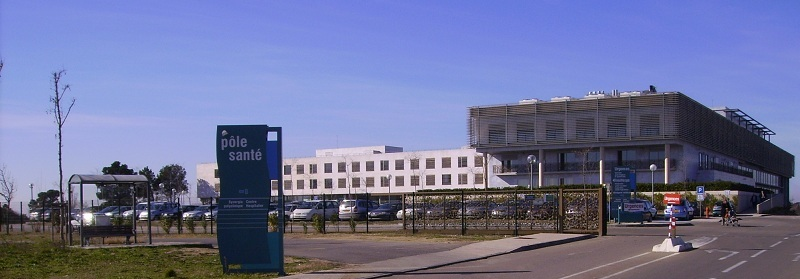
Le pôle-santé de Carpentras

### Le marché aux truffes

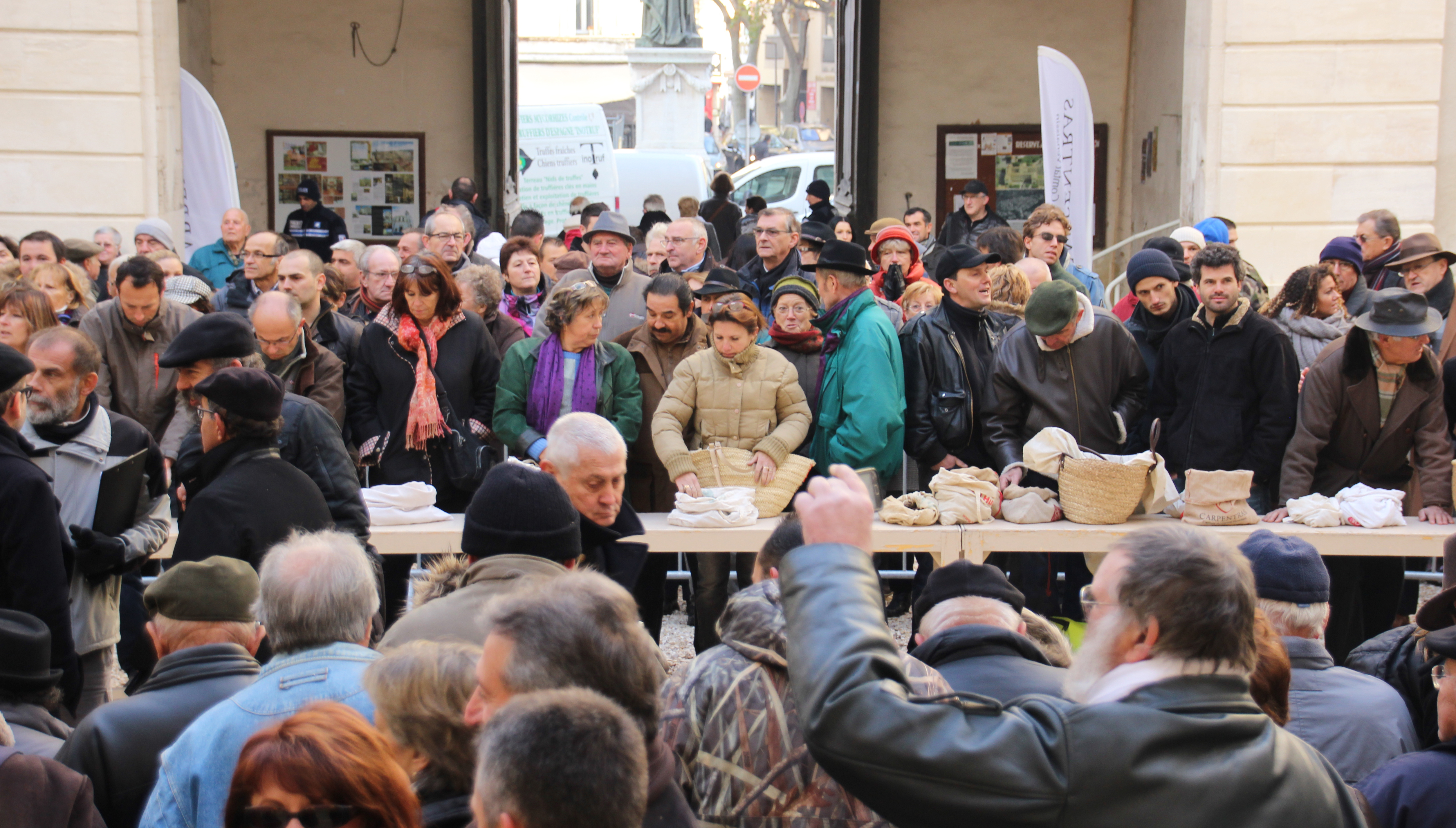
Le marché aux truffes dans le hall de l'hôtel-Dieu

Le marché aux truffes de Carpentras est une institution d'importance nationale. La première réglementation l'organisant officiellement date du 17 décembre 1781. Il se tient tous les vendredis matin, du 15 novembre, date de la foire de la Saint-Siffrein, à la mi-mars. Il se déroule dans la cour d'honneur de l'hôtel-Dieu depuis novembre 2008.
Il y existe en fait deux marchés, celui des professionnels (restaurateurs, courtiers, conserveurs…), et celui des particuliers. Les détaillants en tirent une marge confortable, puisque la Tuber melanosporum achetée sur le marché de gros peut être vendue au détail au double de son prix. En conserve, en 2005, les 100 grammes de truffes noires brossées extra pouvaient dépasser les 150 € (1 590 €/kg). Cette différence importante vient du fait que la truffe est débarrassée de sa terre (environ 10 %) et que la vente est sérieusement contrôlée sur l'origine, l'espèce et la qualité. La truffe se paye souvent en espèces.
Non seulement ce marché est le premier à ouvrir la saison des truffes de novembre à mars, mais il sert de référence pour le cours des truffes dans tous les autres marchés de France.

### Les étés culturels
Les étés carpentrassiens profitent du cadre de l'hôtel-Dieu pour proposer expositions de peinture et sculpture, représentations théâtrales et festival d'humour, concerts variés. Cette animation est regroupée sous l'intitulé « Trans'Art ». Les jardins deviennent un lieu de concert en plein air, pour le « Kolorz festival », en juillet, ainsi que pour divers artistes de renom (Zebda et Yannick Noah, notamment, s'y sont produits).

### La bibliothèque Inguimbertine

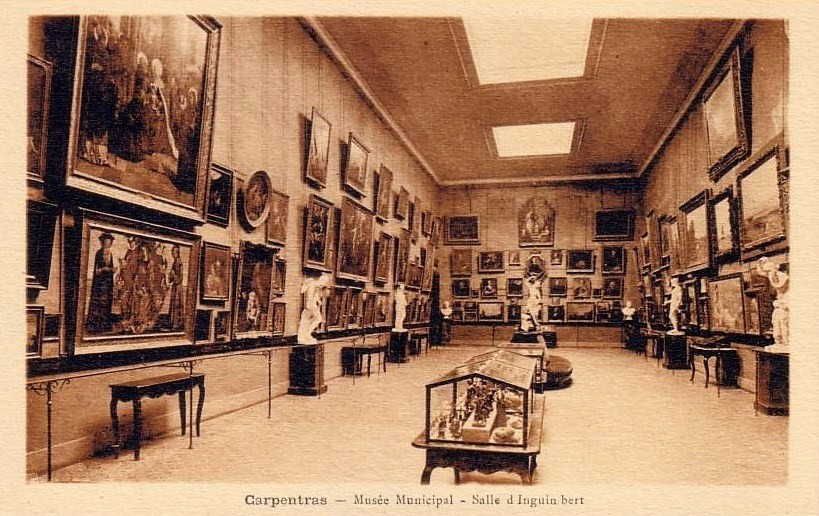
Salle Inguimbert du musée-bibliothèque de Carpentras dans les années 1920.

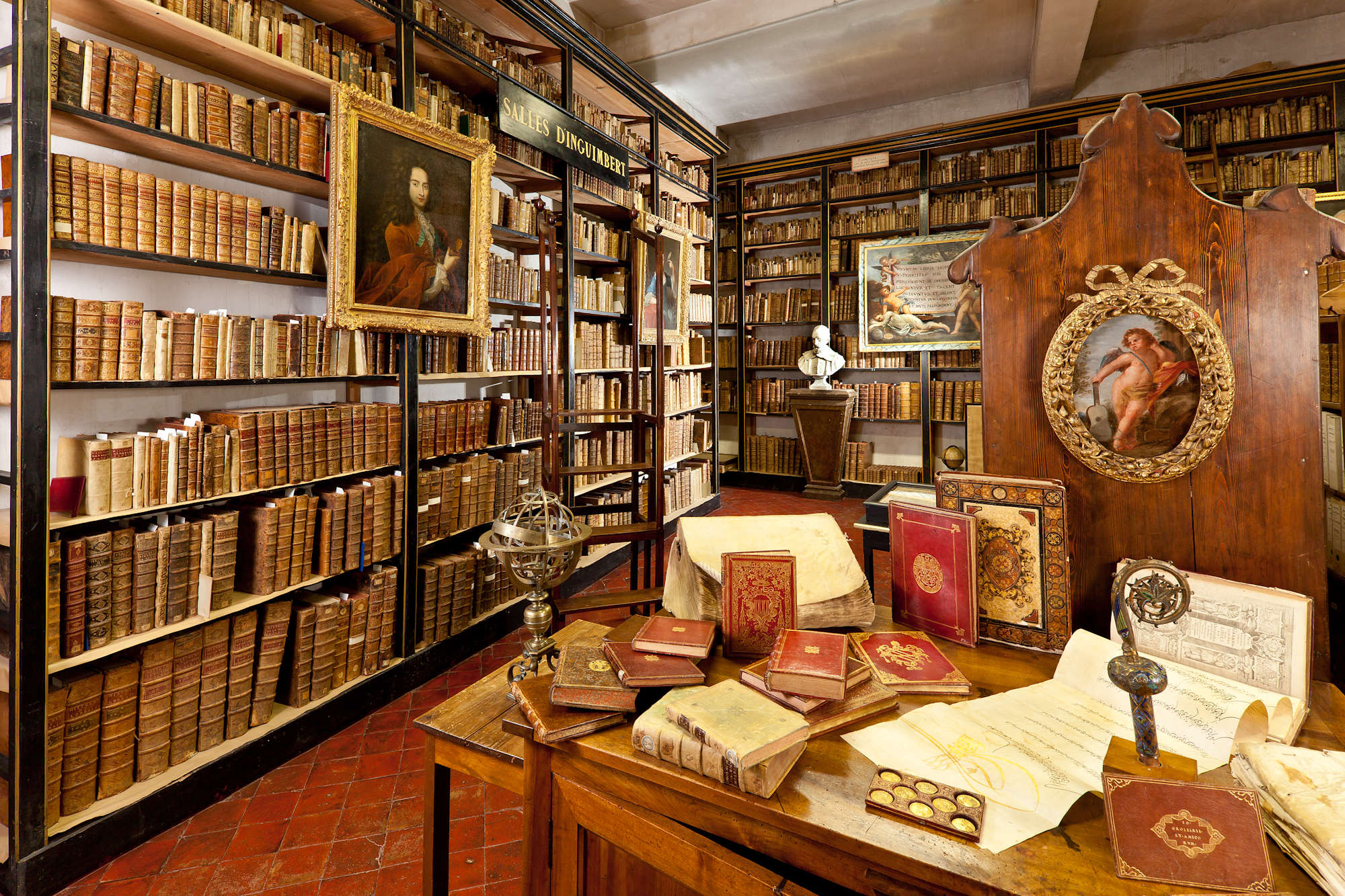
Bibliothèque Inguimbertine, collection d'Inguimbert.

La bibliothèque Inguimbertine est la seconde institution d'importance due à Joseph-Dominique Inguimbert, qui lui donne son nom. Il fut bibliothécaire et archiviste des papes Clément XII et Benoît XIV, durant ses années romaines. Il constitua, à cette occasion, un fonds personnel de documents très importants durant ces années. De retour à Carpentras, en 1735, il créa sa bibliothèque privée. Ce fonds fut alors augmenté par l'acquisition de la bibliothèque de Mazaugues, à Aix-en-Provence, pour le prix de 45 000 livres. L'acheminement des 15 000 volumes se fit à l'aide de douze charrettes. Les fonds de Fabri de Peiresc, composés de cent-vingt volumes de lettres et documents vinrent compléter l'ensemble pour la somme de 12 000 livres. Une bulle du pape Benoît XIV, en date du 27 janvier 1746 transforma la bibliothèque privée en lieu public, avec conseil d'administration.
Le bâtiment accueillant actuellement la bibliothèque étant « un peu étroit » pour l'exceptionnel fonds initial et complémentaire, constitué depuis plus de deux siècles et demi, la municipalité de Carpentras a organisé le projet de son transfert au sein d'un pôle culturel à l'hôtel-Dieu. Ce projet inclut la rénovation de ce patrimoine classé. Le 29 septembre 2010, le ministère de la Culture a sélectionné ce projet et accordé un financement à hauteur de 2 600 000 €. L'ouverture au public des nouveaux locaux est prévue pour 2015. Durant la rénovation de l'hôtel-Dieu, un profond travail de modernisation de la bibliothèque a été mis en place, avec la numérisation du catalogue, en vue d'une libre consultation en ligne.

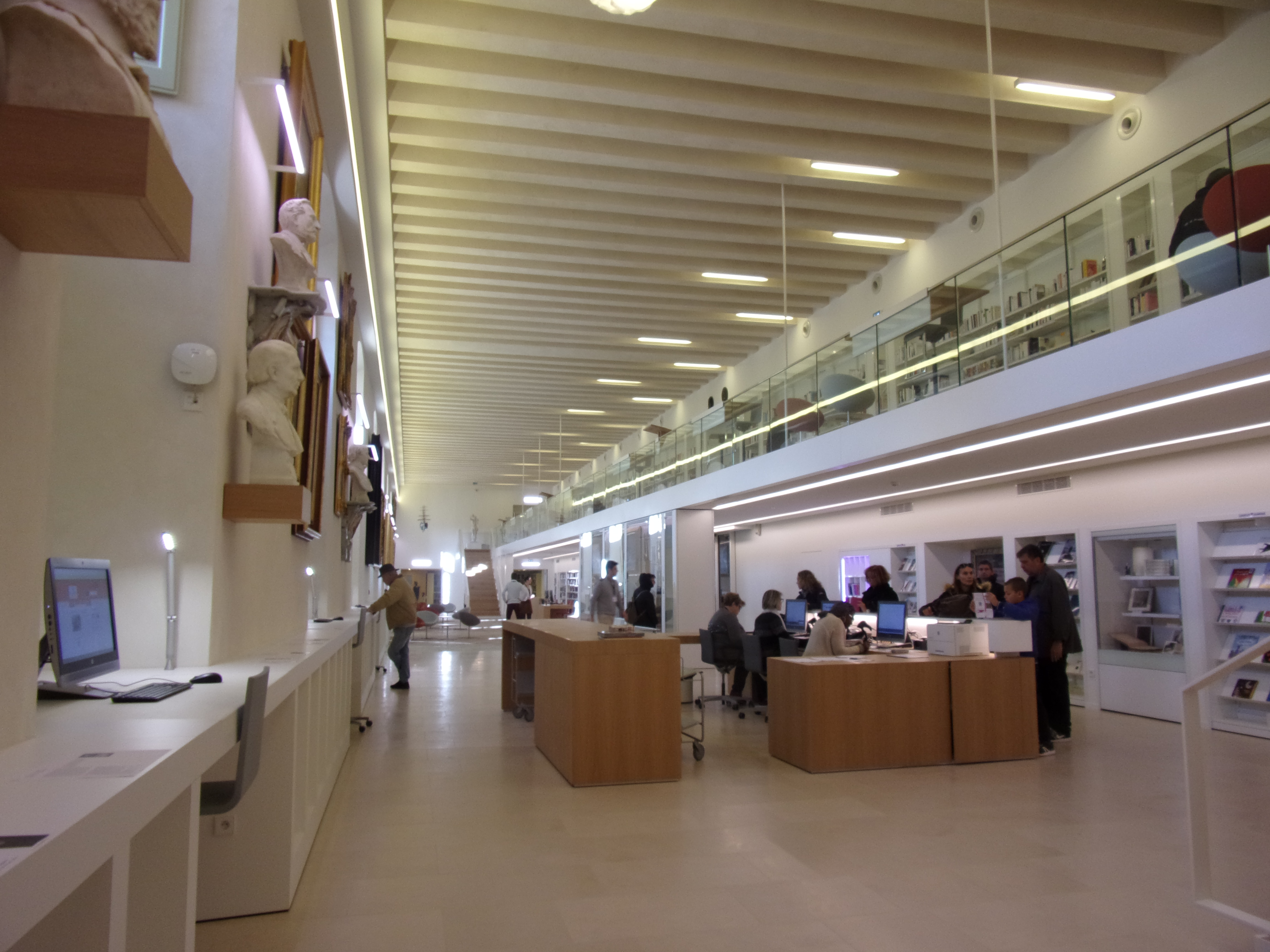
aménagement de la bibliothèque Inguimbertine, à l'hôtel dieu de Carpentras

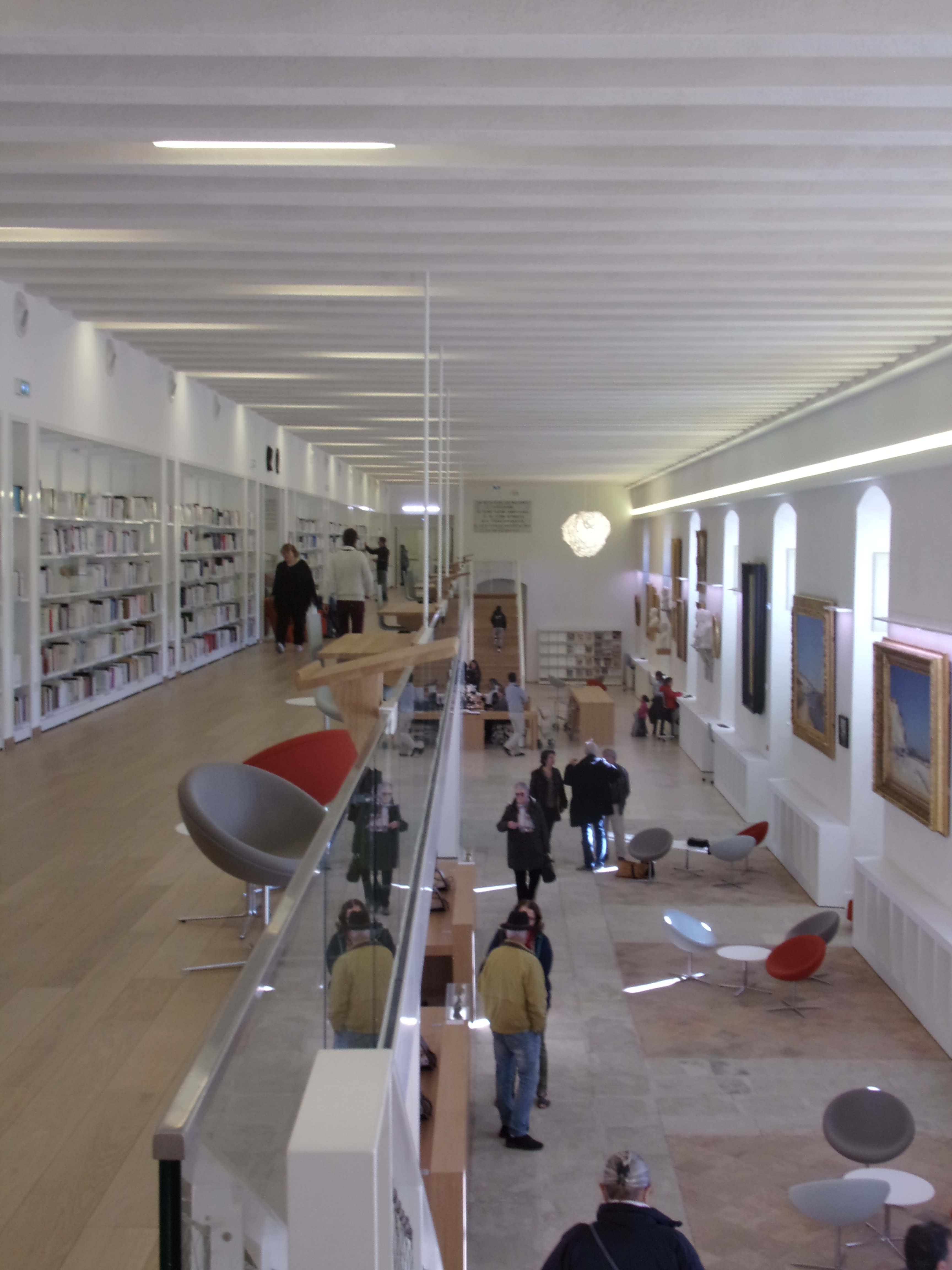
aménagement de la bibliothèque Inguimbertine, à l'hôtel dieu de Carpentras

L'avant-projet définitif a été présenté au ministère de la Culture à Paris, le 27 juillet 2012, et à la DRAC d'Aix-en-Provence, le 17 septembre 2012. Ces démarches ainsi que les compléments d'informations apportés ont débouché sur l'autorisation d'engager les travaux avec l'aval du conservateur régional des monuments historiques, le 23 novembre 2012. De son côté, le conseil municipal de Carpentras, le 12 février 2013, a voté à l'unanimité la validation de cet avant-projet.
Après plusieurs années de travaux, les locaux de la Bibliothèque, au sein de l'hôtel-dieu de Carpentras, ont été inaugurés le 7 novembre 2017, en présence de plus de 17 000 personnes.
La partie muséale est ouverte depuis avril 2024.